# Экономика округа Кук (Иллинойс)

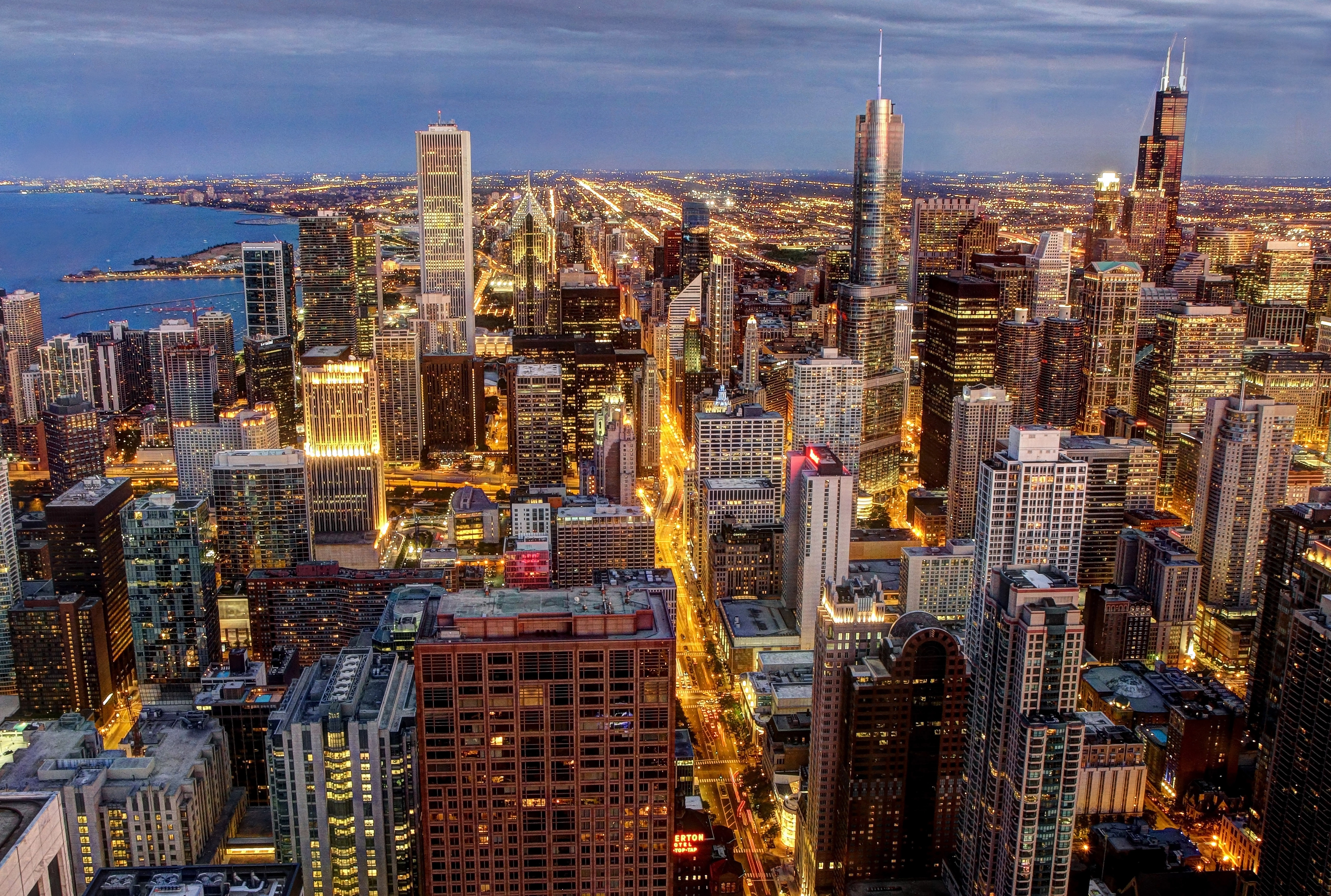
Чикаго-Луп — финансовый центр Среднего Запада США

Экономика округа Кук обладает большой диверсификацией и концентрируется вокруг второго по величине экономического центра США — города Чикаго. Она имеет значительную долю сферы услуг, в том числе розничной торговли, финансовых, медицинских и образовательных услуг. Большой Чикаго имеет третий по величине валовой внутренний продукт в стране, после Большого Нью-Йорка и Большого Лос-Анджелеса (почти 680 млрд долларов в 2017 году).
Чикаго входит в пятёрку крупнейших деловых центров мира, уступая в США лишь Нью-Йорку. Кроме того, Чикаго — третий по величине научный и инженерный центр страны, после Вашингтона и Сан-Франциско. Также Чикаго — крупный транспортный центр, важный узел логистики, дистрибуции, полиграфии, издательского дела, страхования и пищевой промышленности.
Согласно индексу глобальных финансовых центров Чикаго входит в десятку наиболее конкурентоспособных финансовых центров мира, уступая в США лишь Нью-Йорку и Сан-Франциско.

## Занятость
Чикаго с пригородами — третий по величине в США рынок труда с почти 3,8 млн занятых. По состоянию на август 2018 года секторально работники были распределены следующим образом: торговля, транспорт и коммунальное хозяйство — 749,6 тыс., профессиональные и деловые услуги — 706,8 тыс., образовательные и медицинские услуги — 591,8 тыс., правительственные услуги — 418,4 тыс., гостиничное дело и досуг — 403,7 тыс., промышленность — 288,2 тыс., финансовые услуги — 270,7 тыс., строительство — 141,7 тыс., информационные технологии — 65,9 тыс., другие услуги — 158,1 тыс..
Крупнейшими работодателями являются:
- Правительство США
- Чикагский школьный округ
- Городские власти Чикаго
- Власти округа Кук
- Advocate Health Care
- Northwestern Memorial Health Care
- Чикагский университет
- JPMorgan Chase
- Власти штата Иллинойс
- Amazon
- United Continental Holdings
- Walgreens Boots Alliance
- Северо-Западный университет
- Presence Health
- Walmart
- Abbott Laboratories
- Jewel-Osco
- Иллинойсский университет в Чикаго
- American Airlines Group
- Медицинский центр университета Раш
- Chicago Transit Authority
- AT&T
- Медицинский центр Чикагского университета
- Allstate
- Employco USA

## Крупнейшие компании
По состоянию на 2018 год крупнейшими компаниями, базировавшимися в округе Кук, были:
- Boeing (Чикаго)
- Walgreens Boots Alliance (Дирфилд)
- Kraft Heinz Company (Чикаго)
- Caterpillar (Дирфилд)
- Exelon (Чикаго)
- Allstate (Нортбрук)
- Mondelēz International (Дирфилд)
- McDonald’s (Чикаго)
- Archer Daniels Midland (Чикаго)
- United Continental Holdings (Чикаго)
- CME Group (Чикаго)
- Illinois Tool Works (Гленвью)
- Northern Trust (Чикаго)
- Baxter International (Дирфилд)
- Brookfield Properties Retail Group (Чикаго)
- Ventas (Чикаго)
- Arthur J. Gallagher & Co. (Роллинг-Мидоус)
- Equity Residential (Чикаго)
- US Foods (Роузмонт)
- LKQ Corporation (Чикаго)
- Motorola Solutions (Чикаго)
- Old Republic International (Чикаго)
- Cboe Global Markets (Чикаго)
- Sears Holdings (Хоффман-Эстейтс)
- Ingredion (Вестчестер)
- TransUnion (Чикаго)
- Hyatt Hotels Corporation (Чикаго)
- Jones Lang LaSalle (Чикаго)
- CF Industries (Дирфилд)
- Fortune Brands Home & Security (Дирфилд)

## Торговля и общественное питание
В чикагском пригороде Дирфилд, который расположен на границе округов Кук и Лейк, базируются компании Walgreens Boots Alliance (крупнейшая в мире сеть аптек) и Essendant (оптовый дистрибьютор офисных принадлежностей, мебели и инструментов). В чикагском пригороде Хоффман-Эстейтс расположены штаб-квартиры компаний Sears Holdings (управляет крупными сетями универмагов Kmart и Sears) и Claire’s (крупная сеть магазинов бижутерии, драгоценностей, аксессуаров и косметики).
В пригороде Роузмонт базируются компании US Foods (крупнейший в стране дистрибьютор пищевых продуктов и напитков) и Reyes Holdings (один из крупнейших дистрибьюторов пищевых продуктов и напитков), а также представительство японской Sumitomo Corporation, в пригороде Гленвью — компании Anixter (один из крупнейших дистрибьюторов кабеля, проводов, систем связи и безопасности), Family Video (крупнейшая в стране сеть салонов видеопроката) и Abt Electronics (сеть магазинов электроники), в пригороде Ок-Брук — компании Ace Hardware (крупнейшая в стране сеть хозяйственных магазинов) и Portillo's Restaurants (крупная сеть ресторанов), в пригороде Нортбрук — компания Crate & Barrel (крупная сеть хозяйственных магазинов, входит в состав немецкой группы Otto GmbH), в пригороде Элк-Гроув-Виллидж — компания Topco (крупная сеть оптовых продуктовых магазинов), в пригороде Франклин-Парк — компания SuperValu Pharmacies (сеть аптек, входит в состав группы SuperValu).
В Чикаго расположены штаб-квартиры компаний McDonald’s (крупнейшая в мире сеть ресторанов быстрого питания), Levy Restaurants (крупная сеть ресторанов, подразделение британской Compass Group), LKQ Corporation (крупная сеть магазинов автомобильных запчастей и аксессуаров), IGA (сеть супермаркетов), Paper Source (сеть магазинов канцтоваров и подарков), Lettuce Entertain You Enterprises (крупная сеть ресторанов), Potbelly Sandwich Shop (крупная сеть ресторанов), Argo Tea (сеть кафе). В пригороде Хановер-Парк базируется сеть супермаркетов Patel Brothers.

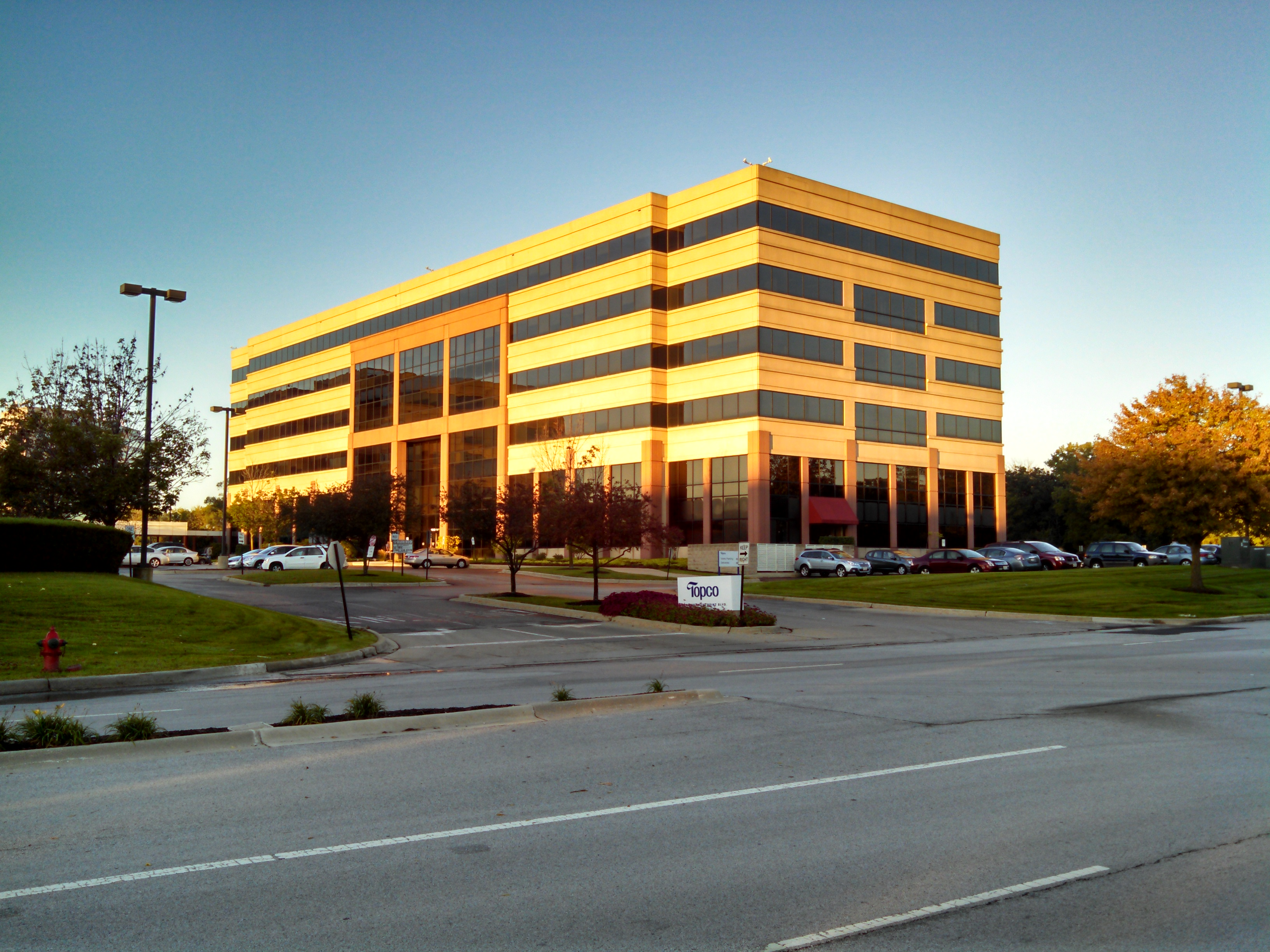
Topco
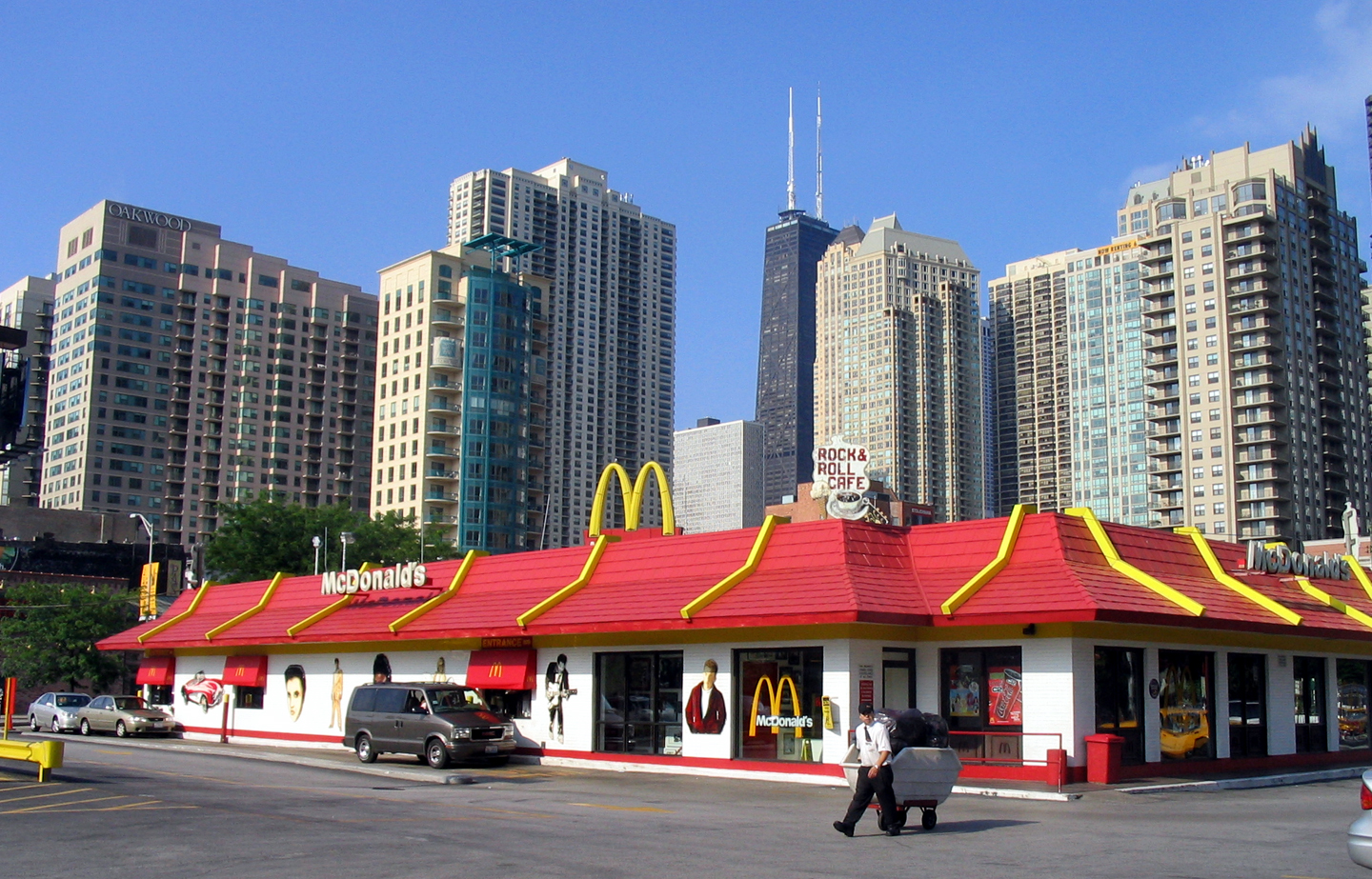
McDonald’s
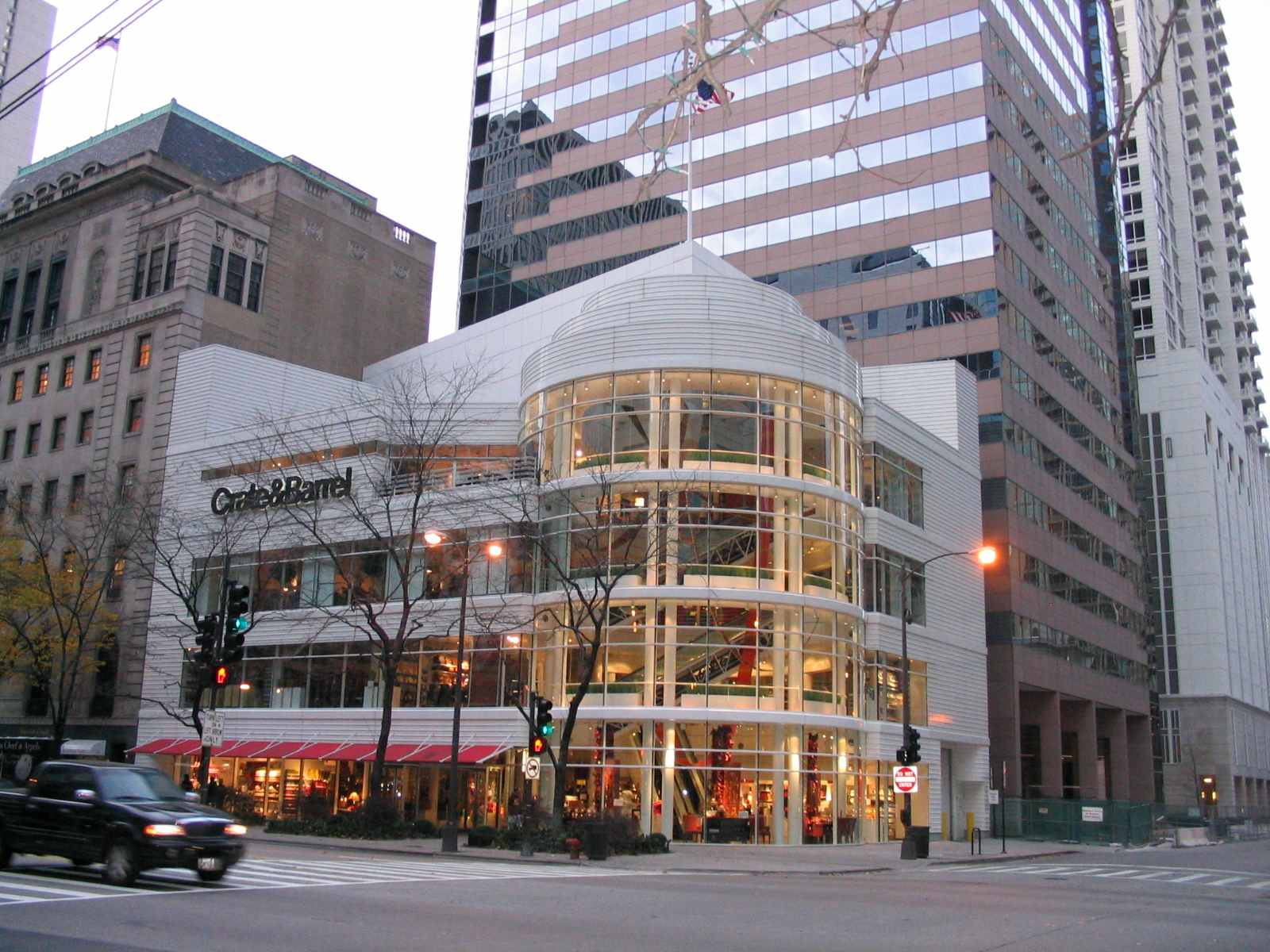
Crate & Barrel
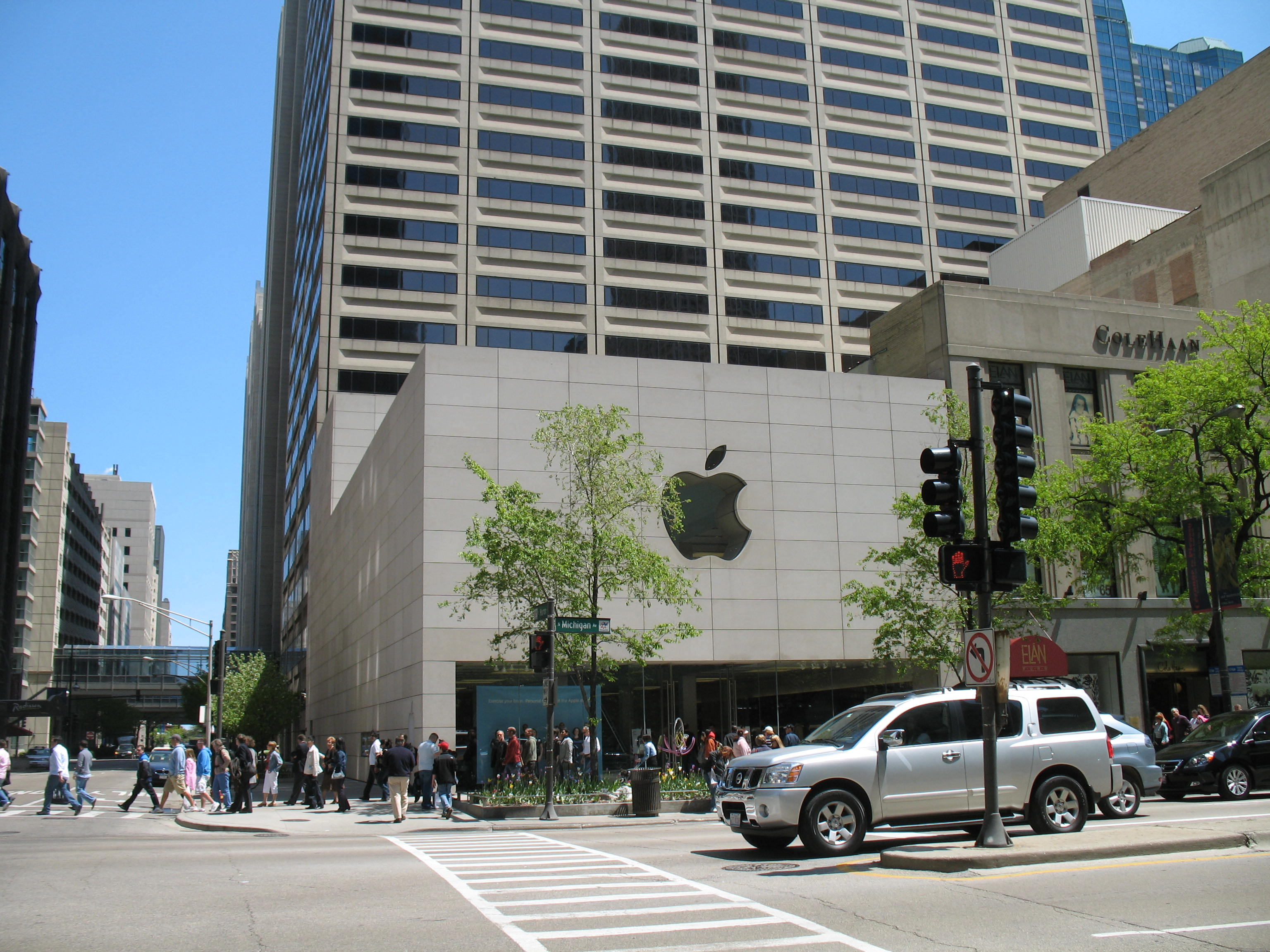
Apple Store

Крупнейшими работодателями округа являются Walgreens (13,6 тыс. человек), Jewel-Osco (9,2 тыс. человек) и Walmart (7,3 тыс. человек). В округе Кук работают сети супермаркетов Jewel-Osco, Walmart, Target, Aldi, IGA и Patel Brothers, сети универмагов Sears, Kmart, сети аптек Walgreens, CVS Health и McKesson.

## Транспорт, инфраструктура и связь

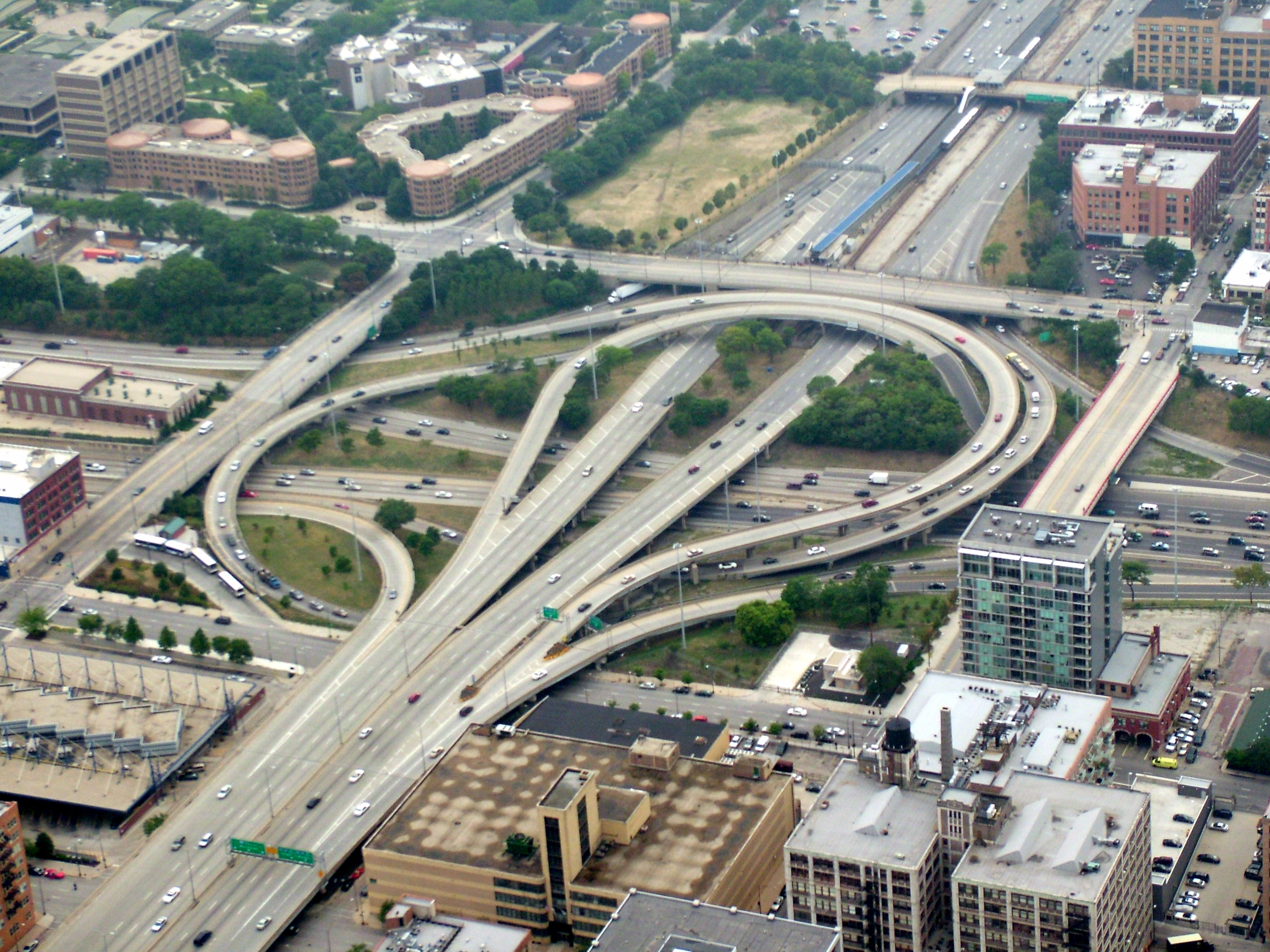
Одна из транспортных развязок Чикаго

Чикаго является крупнейшим транспортным узлом США. Здесь сходятся важнейшие железнодорожные, автомобильные, авиационные и судоходные маршруты страны.
Важнейшими автомагистралями, пересекающими округ Кук, являются I-55 (Чикаго—Луизиана), I-57 (Чикаго—Миссури), I-80 (Нью-Джерси — Сан-Франциско), I-88 (Чикаго—Молин), I-90 (Бостон—Сиэтл), I-94 (Монтана—Мичиган), Kennedy Expressway (центр Чикаго — аэропорт О’Хара), Dan Ryan Expressway (центр Чикаго — Саут-Сайд) и Lake Shore Drive (вдоль побережья озера Мичиган).
Крупнейшим оператором общественного транспорта является Chicago Transit Authority (Чикаго), который управляет Чикагским метрополитеном и городскими автобусными маршрутами. Компания Metra (Чикаго) управляет сетью пригородных поездов и электричек, а компания Pace (Арлингтон-Хайтс) — сетью пригородных автобусных маршрутов. В секторе междугородних автобусных перевозок лидируют компании Greyhound Lines и Megabus (подразделение британской Stagecoach Group).

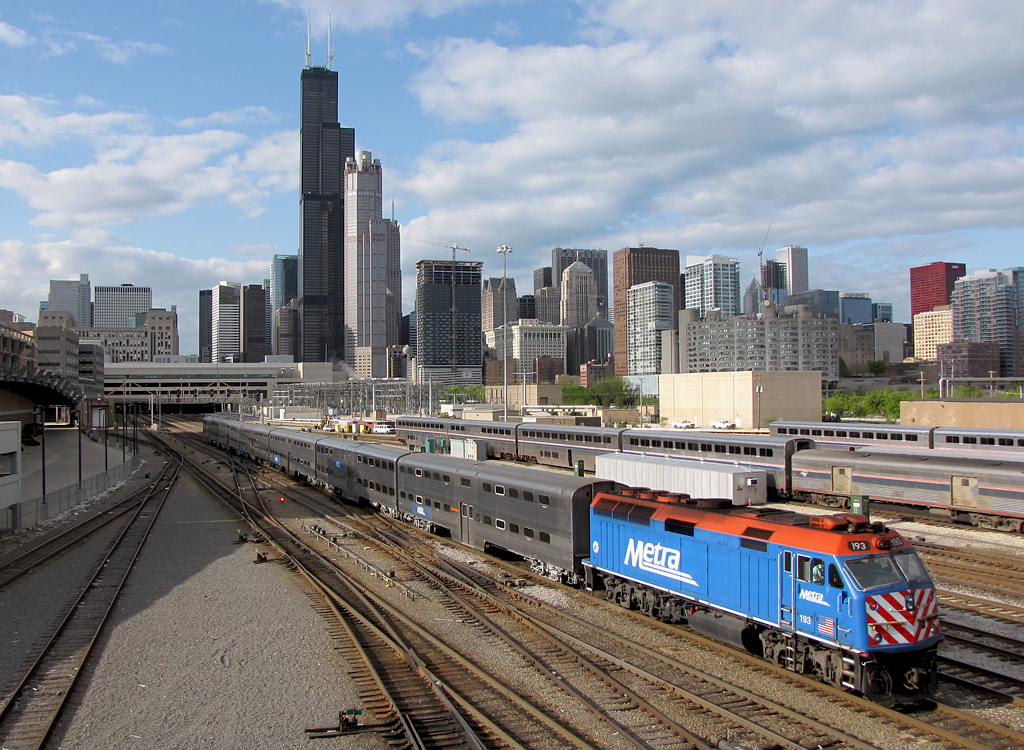
Поезд Metra

Крупнейшим железнодорожным вокзалом Чикаго является Юнион-Стейшн (это третий самый оживлённый вокзал в США, после Центрального вокзала Нью-Йорка и Пенсильванского вокзала Нью-Йорка, а также четвёртая по пассажиропотоку станция Amtrak). Ежедневно через вокзал Юнион-Стейшн проходит около 130 тыс. пассажиров Metra и 10 тыс. пассажиров Amtrak.
Грузовые железнодорожные перевозки в округе Кук осуществляют компании Union Pacific Railroad (Небраска), BNSF Railway (Техас), CSX Transportation (Флорида), Norfolk Southern Railway (Виргиния), Canadian National Railway (Монреаль), Canadian Pacific Railway (Калгари), Chicago South Shore and South Bend Railroad (Индиана, подразделение чикагской Anacostia Rail Holdings Company).

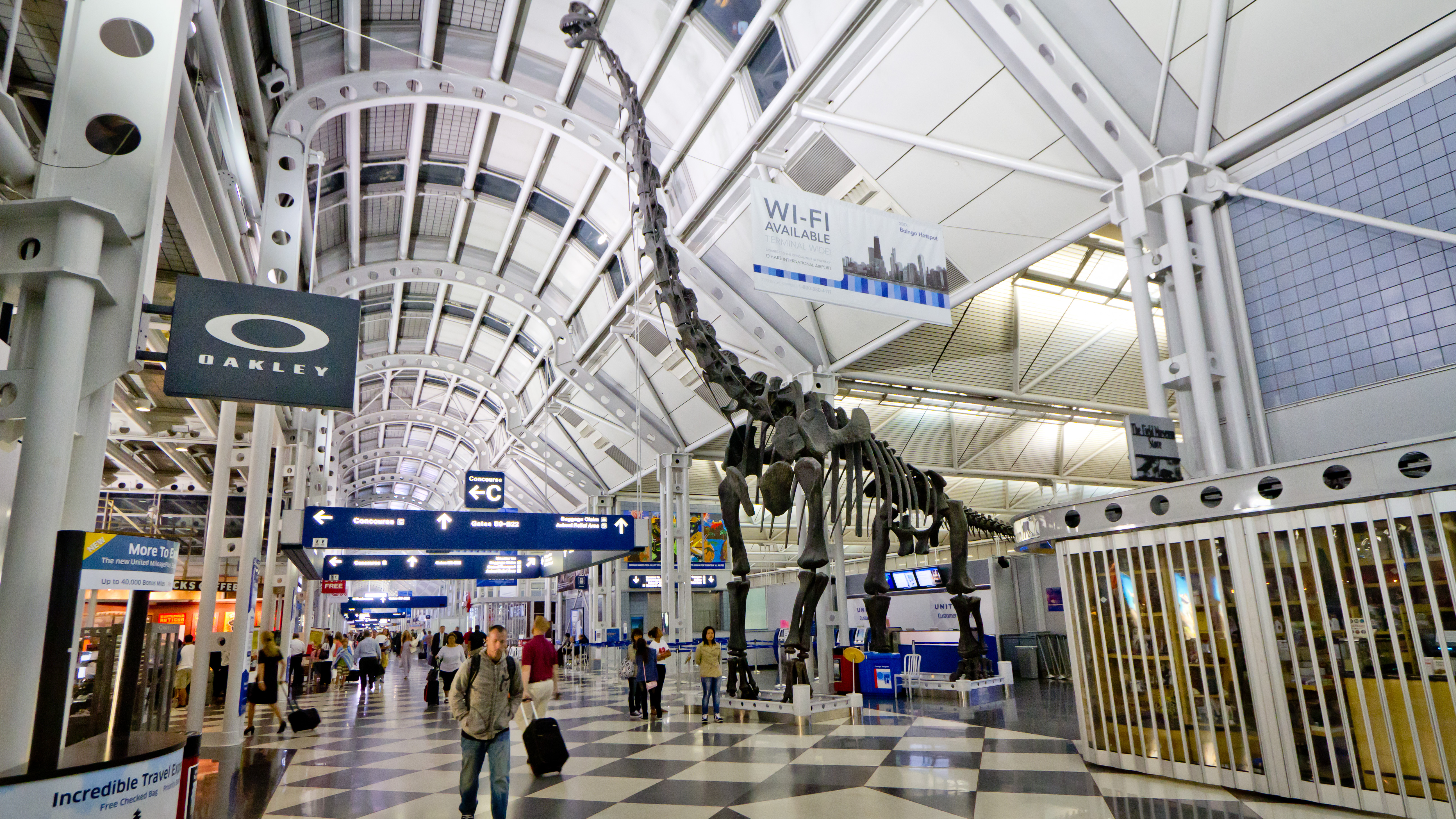
Терминал № 1 аэропорта О’Хара

По состоянию на 2017 год международный аэропорт О’Хара занял шестое место в мире по числу пассажиров (79,81 млн), уступив в США лишь международному аэропорту Атланты и международному аэропорту Лос-Анджелеса. Крупнейшими авиакомпаниями, работающими в аэропорту О’Хара, являются United Airlines, American Airlines, SkyWest Airlines, Envoy Air и Spirit Airlines. Международный аэропорт Мидуэй обслужил в 2017 году 22,5 млн пассажиров.
В Чикаго базируются United Continental Holdings (в состав группы входят крупнейшая американская авиакомпания United Airlines и региональный авиаперевозчик United Express), телекоммуникационные группы AT&T Illinois (подразделение AT&T), Telephone and Data Systems и U.S. Cellular. Крупнейшими работодателями в сфере транспорта и связи являются AT&T Illinois (14 тыс. сотрудников), United Continental Holdings (13 тыс.), Chicago Transit Authority (11 тыс.), American Airlines (9,6 тыс.), Telephone and Data Systems и CenturyLink.
Порт Чикаго состоит из нескольких терминалов на озере Мичиган и обрабатывает зерно, нефтепродукты и контейнеры, а также суда Инженерных войск США. В Чикаго расположены штаб-квартиры SP Plus Corporation (крупнейший в стране оператор автомобильных парковок и автобусных станций) и GATX Corporation (лизинг вагонов и локомотивов, озёрное судоходство), в пригороде Ок-Брук базируется компания Hub Group (крупный оператор транспортных и логистических услуг). В чикагском пригороде Ходжкинс расположен крупнейший в мире центр сортировки посылок компании United Parcel Service (более 9 тыс. сотрудников).

## Энергетика и коммунальное хозяйство
В Чикаго расположена штаб-квартира одной из крупнейших энергетических компаний США Exelon. Электроэнергией округ Кук обеспечивает чикагская компания Commonwealth Edison (подразделение Exelon). Почти 75 % электроэнергии поставляют атомные электростанции, принадлежащие Exelon. Природный газ в округ поставляют чикагская Integrys Energy Group и компания Nicor Gas (подразделение Southern Company). Бытовые и промышленные отходы свозятся на свалку в районе озера Калумет.

## Профессиональные и деловые услуги

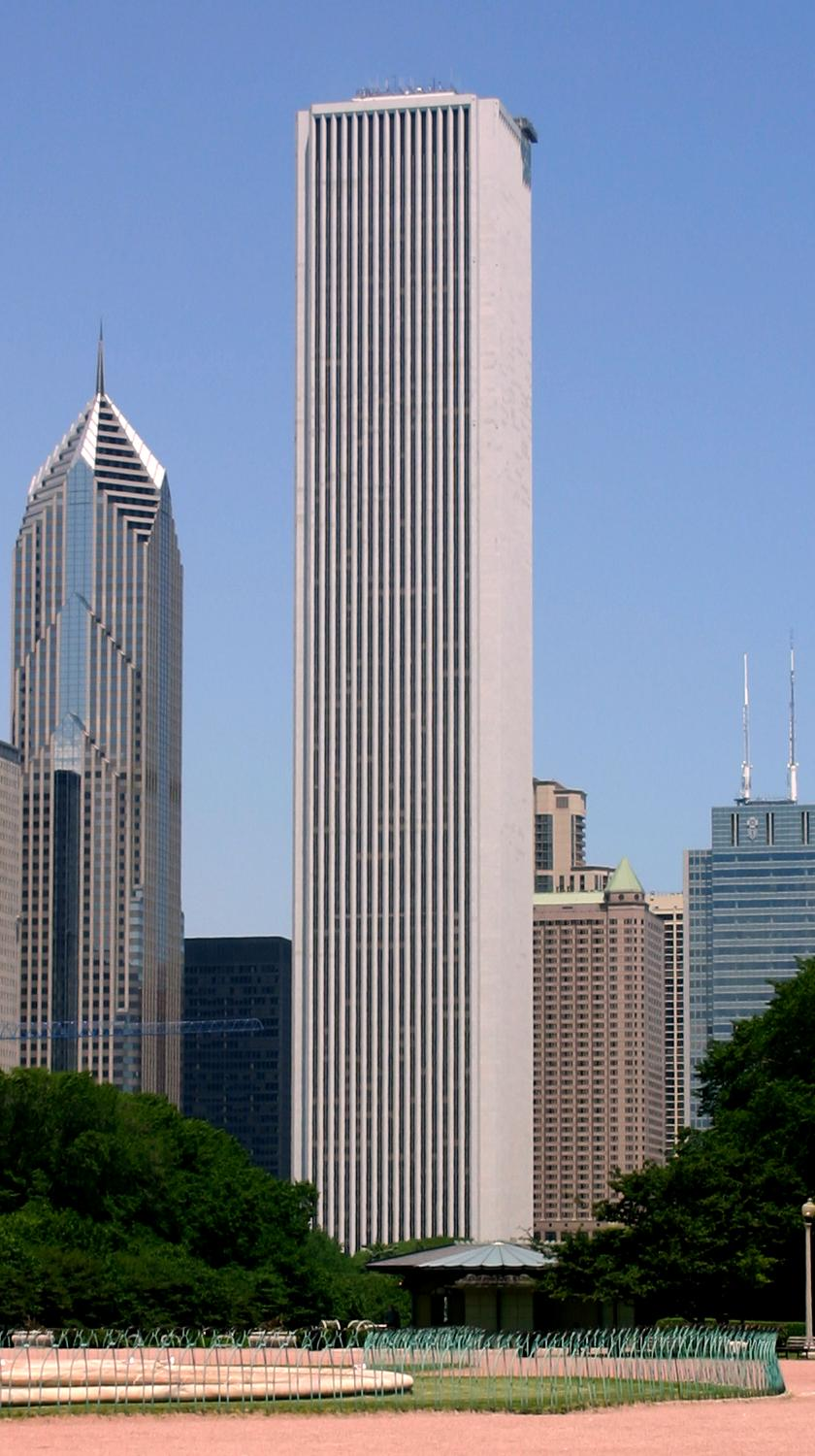
Aon Center — американская штаб-квартира компании Aon

Чикаго является важным центром профессиональных и деловых услуг, в секторе занято свыше 700 тыс. человек (специалисты в области консалтинга, юридических, бухгалтерских и страховых услуг, специалисты по управлению персоналом и бизнес-процессами, финансовому планированию, техническому контролю и оценке имущества, архитекторы, дизайнеры и инженеры).
В Чикаго базируются архитектурные компании Skidmore, Owings & Merrill, Perkins and Will, Adrian Smith + Gordon Gill Architecture, Holabird & Root, Krueck and Sexton Architects, Solomon Cordwell Buenz и Studio Gang Architects, в Нортбруке — компания Wiss, Janney, Elstner Associates.
В Чикаго расположены штаб-квартиры ведущих бухгалтерских, аудиторских, консалтинговых и налоговых фирм RSM US (пятая по величине бухгалтерская фирма США, входит в состав британской группы RSM International), Grant Thornton (шестая по величине бухгалтерская фирма США, входит в состав британской группы Grant Thornton International), BDO USA (входит в состав бельгийской группы BDO International), а также офисы глобальных компаний Deloitte Touche Tohmatsu, PricewaterhouseCoopers, Ernst & Young и KPMG; в Ок-Брук базируется бухгалтерская фирма Crowe (входит в состав нью-йоркской группы Crowe Global).
Чикаго — один из крупнейших в стране центров юридических услуг, в городе базируются известные компании Baker McKenzie (крупнейшая юридическая фирма США и вторая по величине в мире фирма международного права), Kirkland & Ellis, Sidley Austin, Mayer Brown, McDermott Will & Emery, Winston & Strawn, Seyfarth Shaw, Locke Lord, Katten Muchin Rosenman, Hinshaw & Culbertson, Jenner & Block, Schiff Hardin, McAndrews, Held & Malloy и Fitch, Even, Tabin & Flannery. Также в Чикаго расположены офисы DLA Piper, Latham & Watkins, Skadden, Arps, Slate, Meagher & Flom, Clifford Chance, Freshfields Bruckhaus Deringer, Dentons, Allen & Overy, Linklaters, Quinn Emanuel Urquhart & Sullivan и многих других международных юридических компаний.
Также в Чикаго базируются компании управленческого консалтинга Navigant Consulting, A.T. Kearney и Huron Consulting Group, маркетинговые, рекламные, креативные и пиар-компании Leo Burnett Worldwide (подразделение французской Publicis groupe), Foote, Cone & Belding (подразделение нью-йоркской Interpublic Group of Companies), Edelman, IRI, Cision, Centro Inc, Acquity Group (подразделение ирландской группы Accenture) и A. Eicoff & Company (подразделение британской группы WPP), расположены региональные офисы глобальных компаний Interpublic Group of Companies, Omnicom Group, Accenture, Publicis groupe, Havas, Dentsu и Alliance Data. В Шомберге расположена региональная штаб-квартира нью-йоркской маркетинговой группы Nielsen Holdings.
Кроме того, Чикаго — важный рекрутинговый и зарплатный центр, здесь расположены штаб-квартиры и офисы компаний Aon, Paychex, Spencer Stuart и Heidrick & Struggles, в пригороде Арлингтон-Хайтс — компании Paylocity Corporation. В Нортбруке базируется компания Underwriters Laboratories (стандартизация и сертификация). В Чикаго расположена американская штаб-квартира канадской группы Livingston International (третий по величине таможенный брокер в США).

## Медицина
Крупнейшими работодателями в медицинском секторе округа Кук являются управляющие больницами компании Advocate Health Care (18,5 тыс. сотрудников), Presence Health (12 тыс.) и Northwestern Memorial Health Care (10 тыс.), а также Медицинский центр университета Раш (7,5 тыс.) и Медицинский центр Чикагского университета.
В Чикаго расположены Медицинский центр университета Раш (Rush University Medical Center), Медицинский центр Иллинойсского университета (University of Illinois Medical Center), Медицинский центр Чикагского университета (University of Chicago Medical Center), Медицинский центр МакГоу (McGaw Medical Center), Мемориальная больница Нортвестерн (Northwestern Memorial Hospital), детская больница Лури (Lurie Children’s Hospital), женская больница Прентис (Prentice Women’s Hospital), больница округа Кук имени Джона Строджера (Cook County Hospital), больница и медицинский центр Мерси (Mercy Hospital and Medical Center), больница Чикаго Лейкшор (Chicago Lakeshore Hospital).
Кроме того, в городе базируются Медицинская школа Файнберга (Feinberg School of Medicine) Северо-Западного университета, Медицинский колледж Иллинойсского университета (University of Illinois College of Medicine), Американская медицинская ассоциация, Американская остеопатическая ассоциация, Американская стоматологическая ассоциация, Американская коллегия хирургов, Американское общество клинической патологии, Американская больничная ассоциация, Blue Cross Blue Shield Association (федерация 36 отдельных организаций и компаний медицинского страхования), Health Care Service Corporation (четвёртая по величине компания медицинского страхования в США).
В чикагском пригороде Мейвуд расположена Медицинская школа Стрич (Stritch School of Medicine) и Медицинский центр университета Лойолы (Loyola University Medical Center).

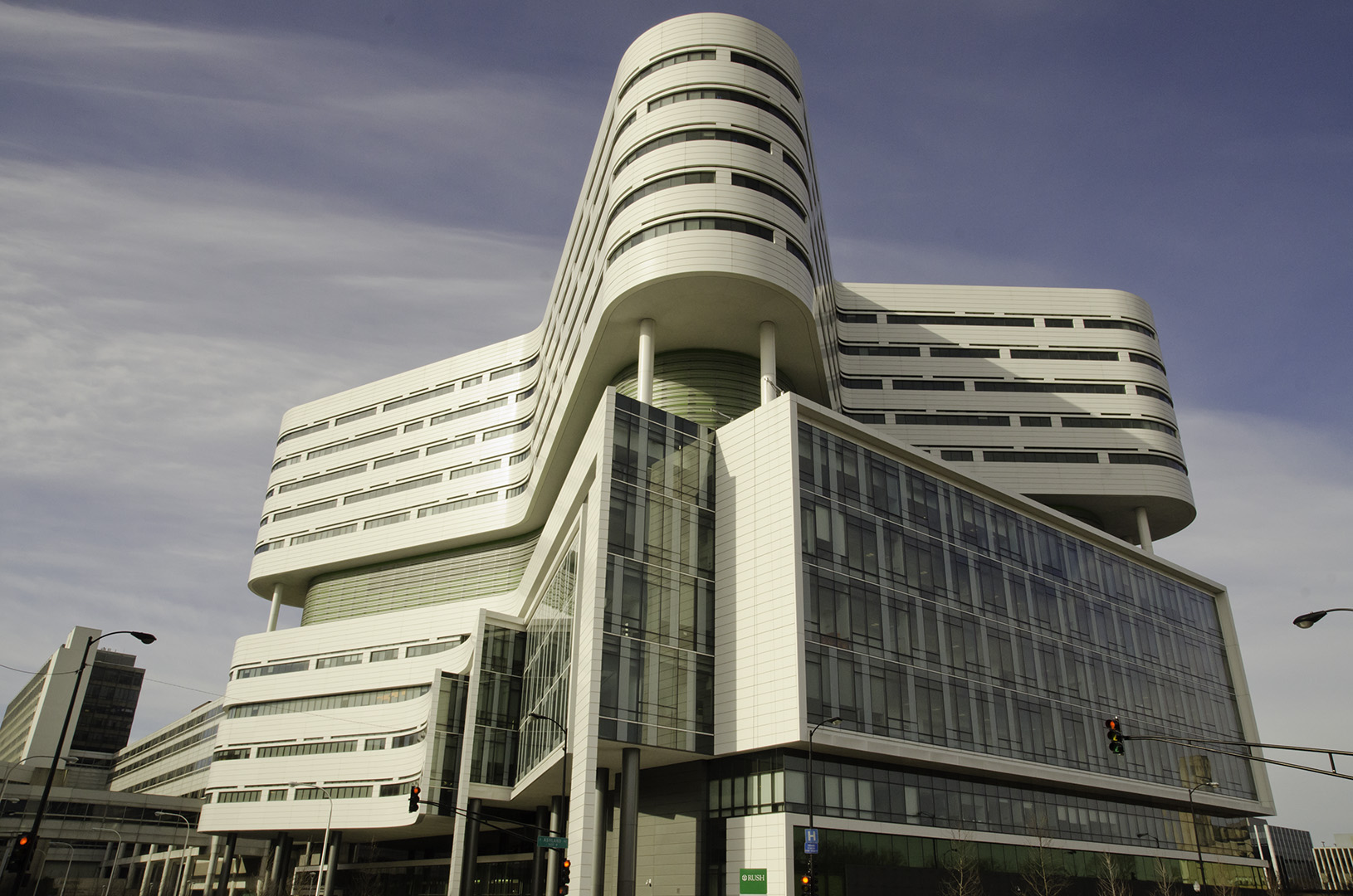
Rush University Medical Center
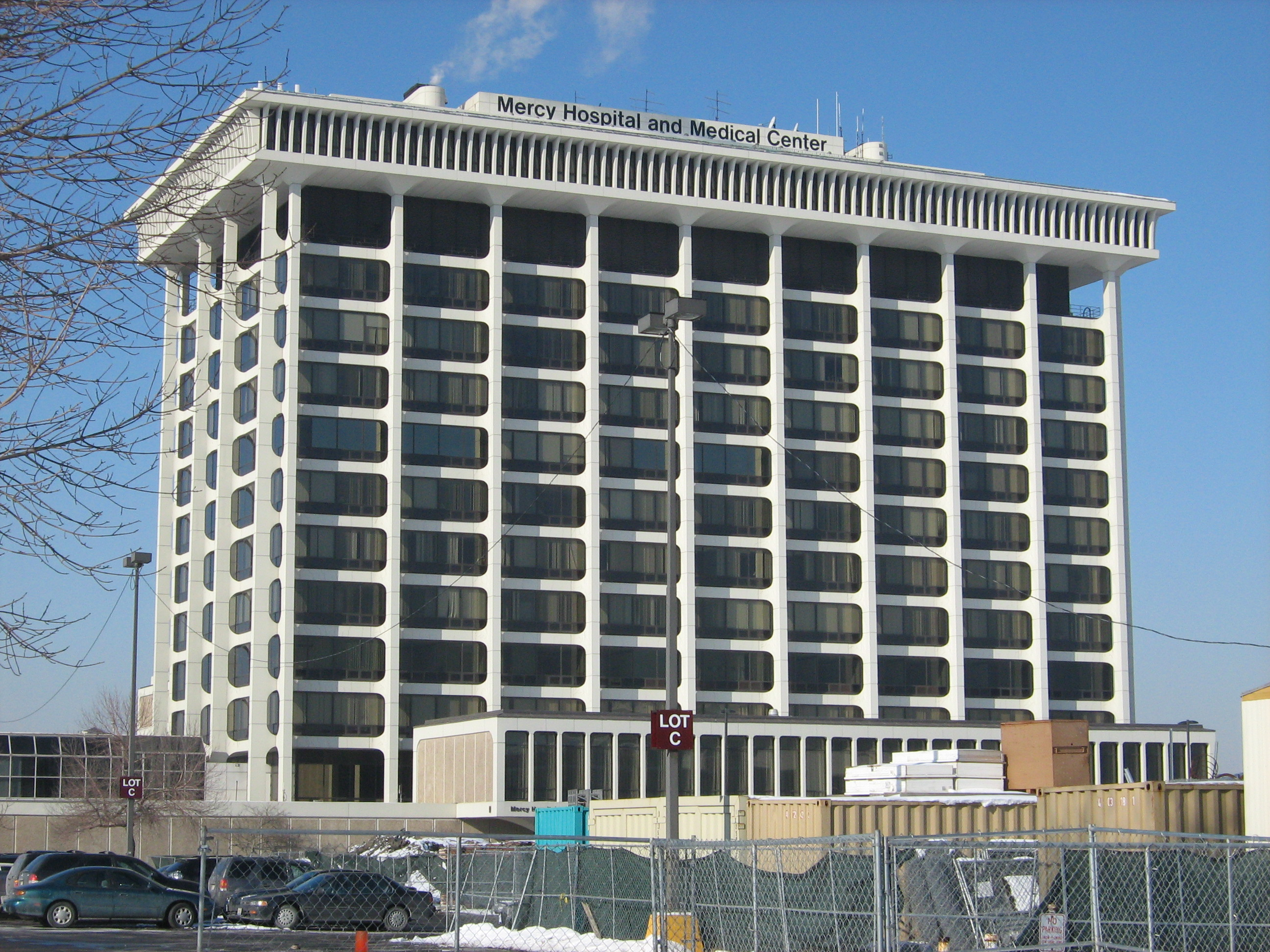
Mercy Hospital
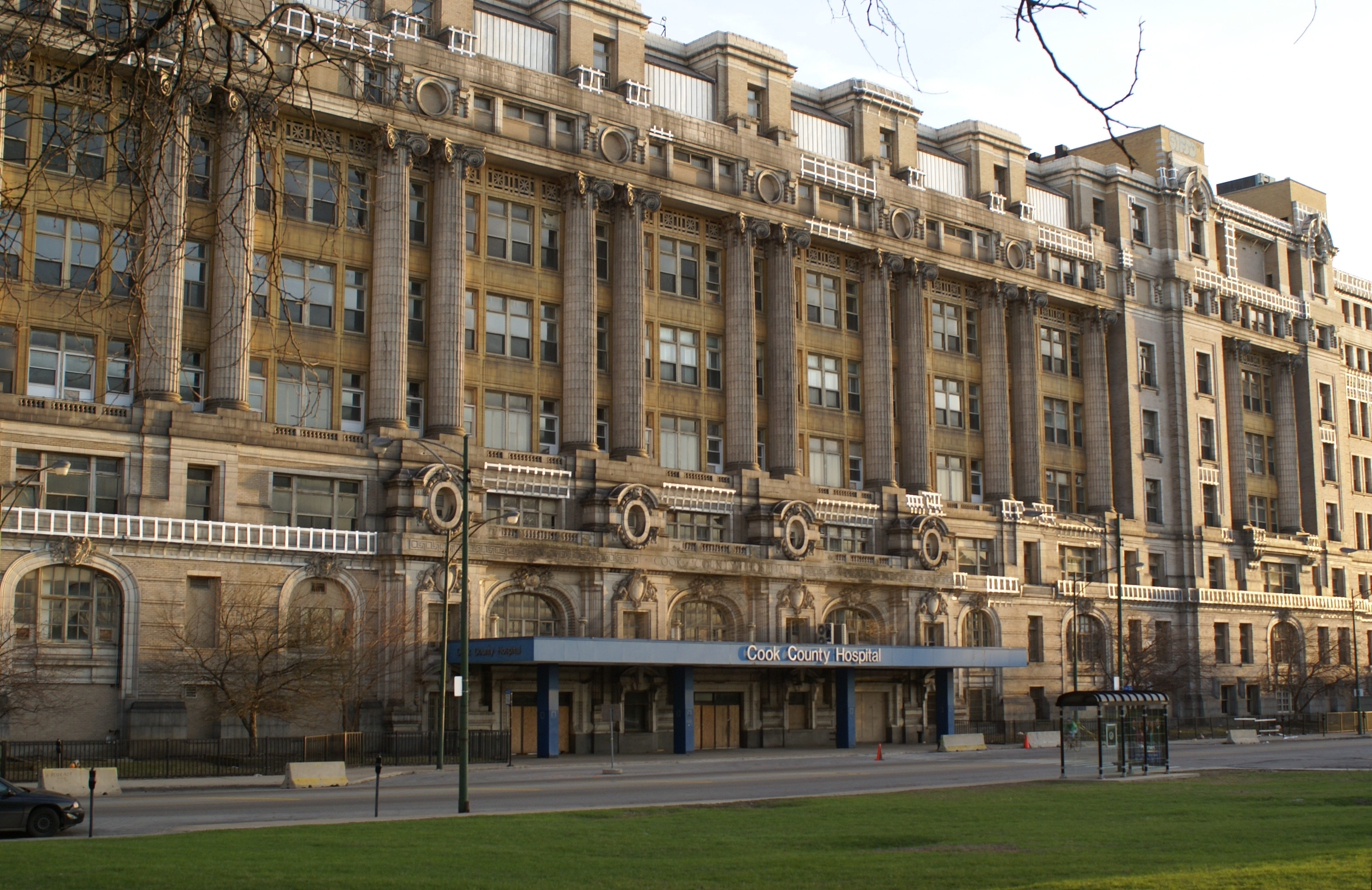
Cook County Hospital
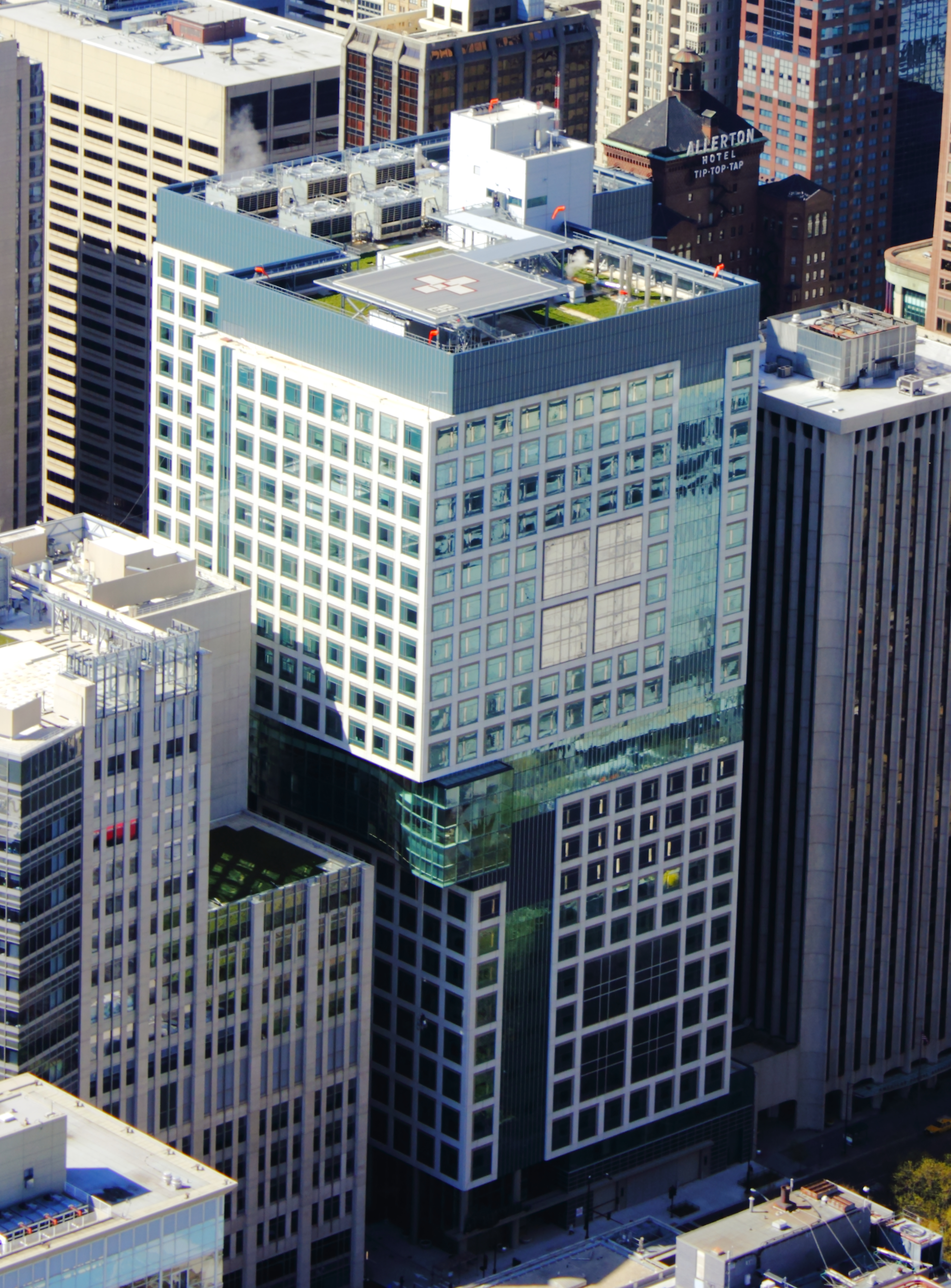
Ann & Robert H. Lurie Children's Hospital

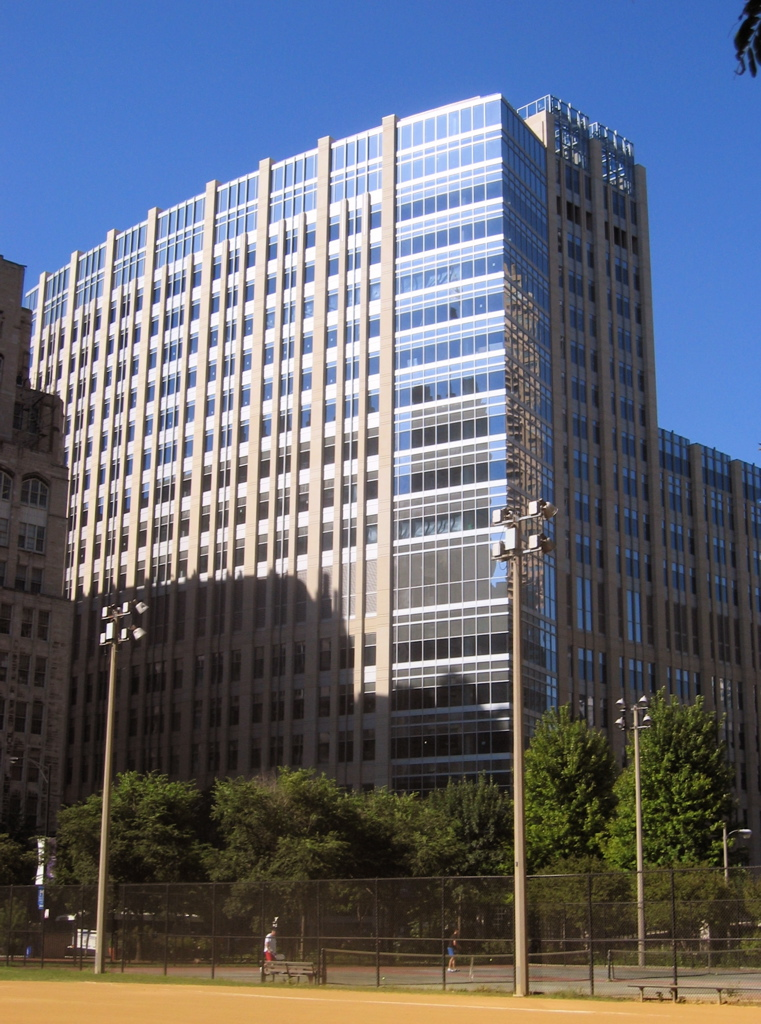
Prentice Women’s Hospital
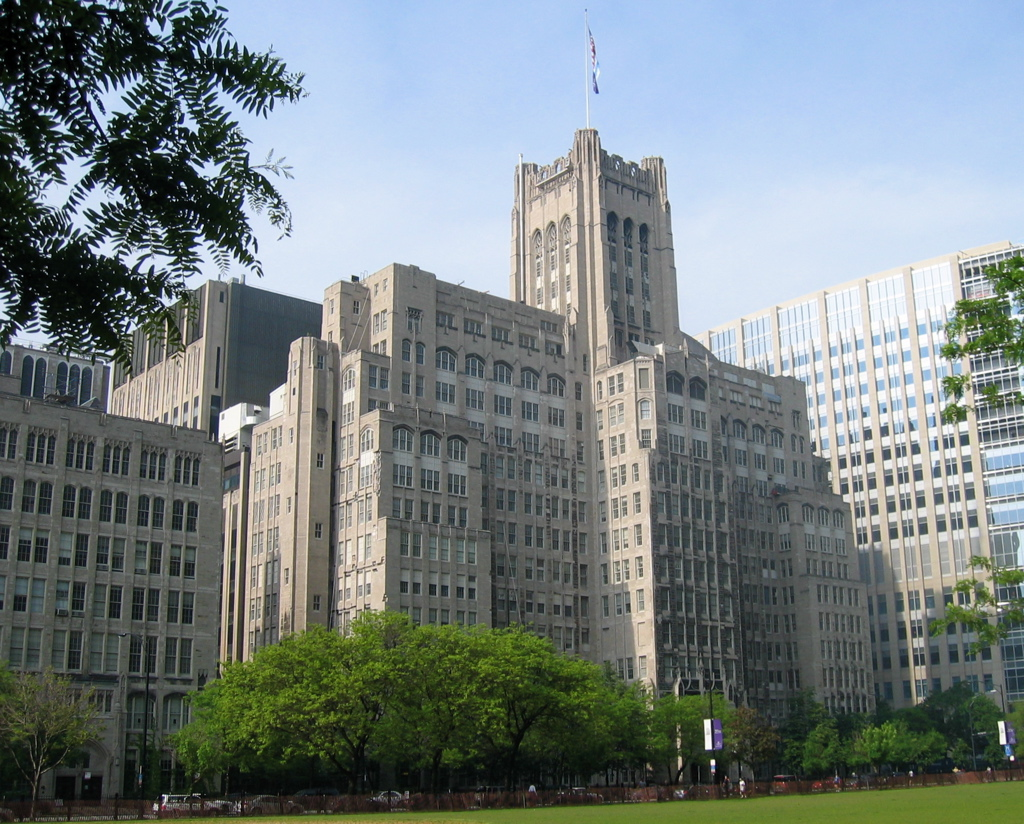
Feinberg School of Medicine
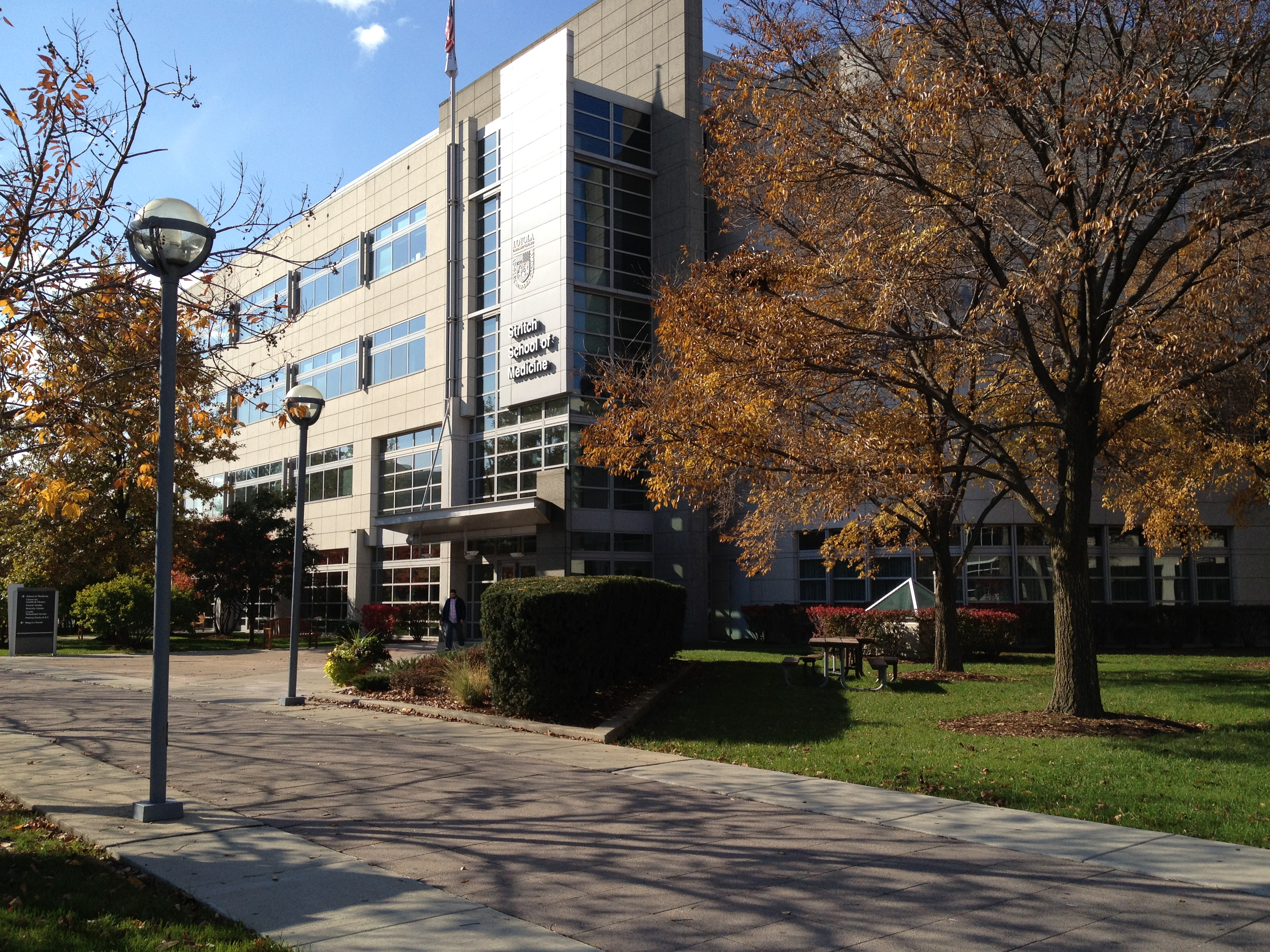
Stritch School of Medicine
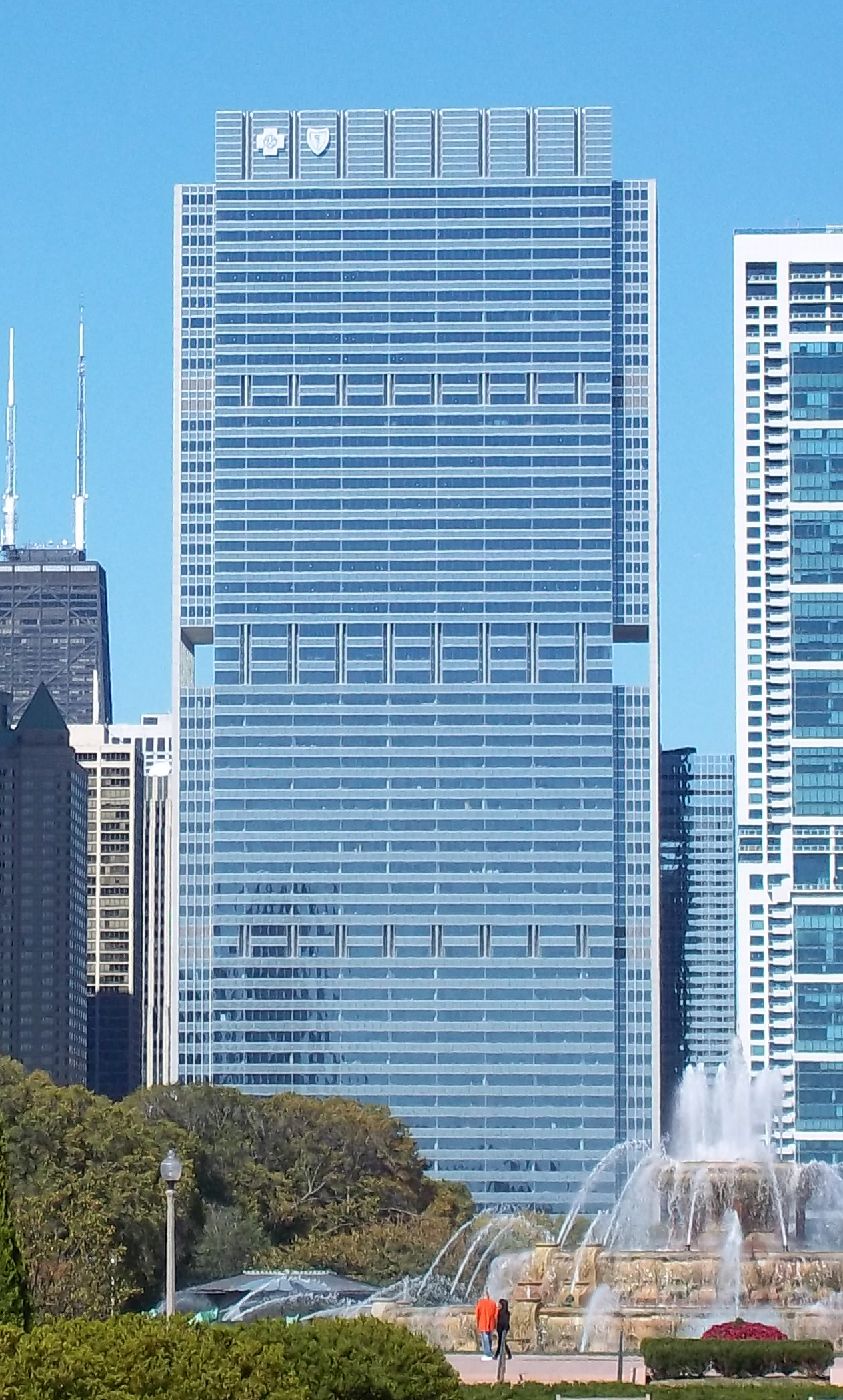
Blue Cross Blue Shield

## Наука и образование

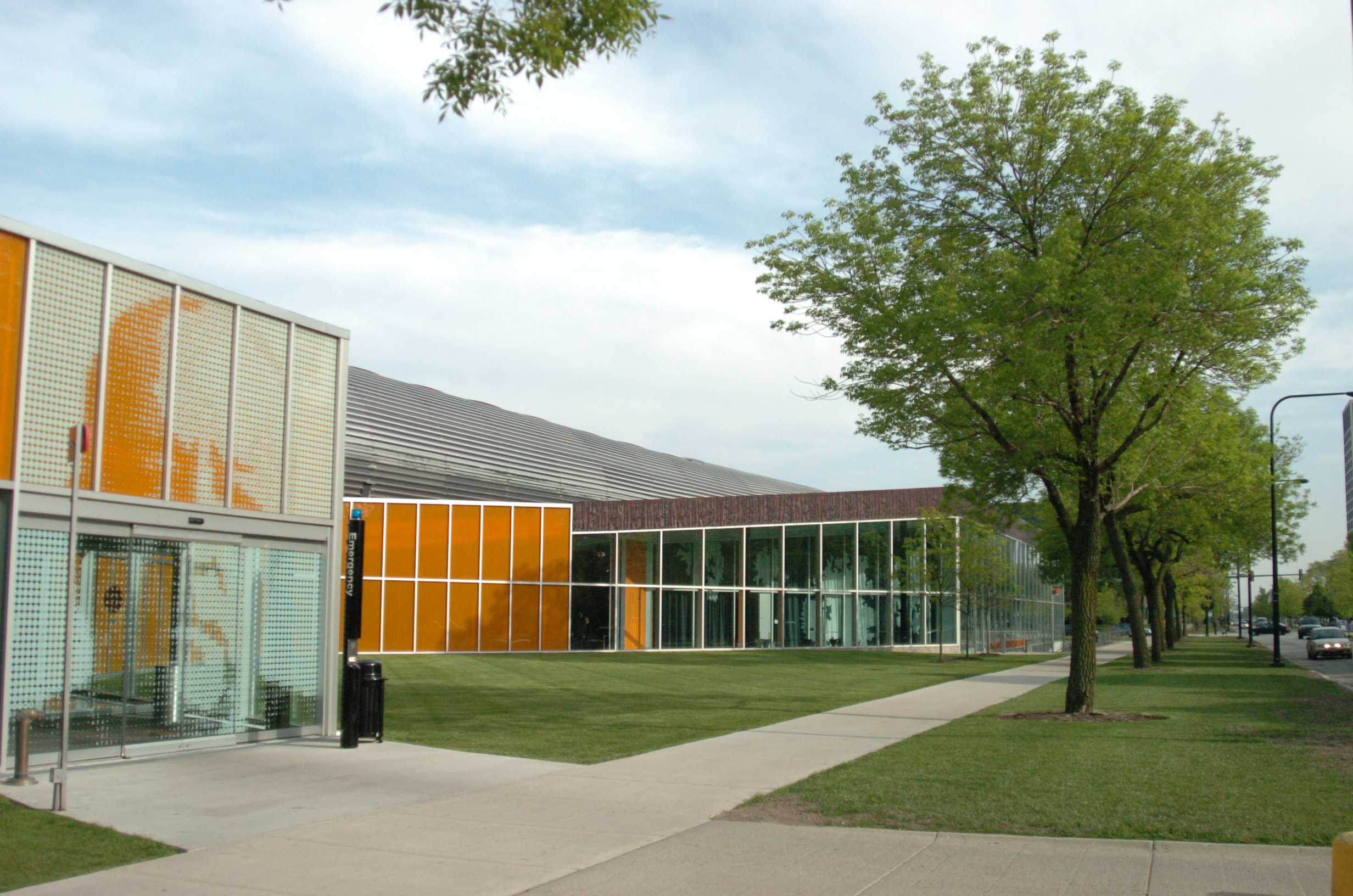
Иллинойсский технологический институт

Чикагский округ общественных школ управляет более чем 600 начальными и средними школами. Также в округе имеются многочисленные католические, лютеранские, иудейские и другие частные школы. В Чикаго базируются Чикагский университет, Иллинойсский технологический институт, Чикагский университет Лойолы, Университет Де Поля, Чикагский колледж Коламбия, Иллинойсский университет в Чикаго, Чикагский государственный университет, Университет Ист-Вест, Университет Норт-Парк, Университет Северо-Восточного Иллинойса, Иллинойсский университет Роберта Морриса, Университет Рузвельта, Университет Святого Ксаверия, Университет Раш, Университет Адлер, Иллинойсский институт искусств, школа при Чикагском институте искусств, Чикагская школа профессиональной психологии, в Эванстоне — Северо-Западный университет.
В Чикаго расположены научно-исследовательские центры и лаборатории компаний Caterpillar и Boeing. В Шомберге базируется частная Career Education Corporation.
Крупнейшими работодателями в образовательном секторе являются Чикагский школьный округ (39,1 тыс.), Чикагский университет (15,4 тыс.), Иллинойсский университет в Чикаго (9,9 тыс.) и Северо-Западный университет (9,2 тыс.).

## Правительственные услуги
Крупнейшими правительственными работодателями в Чикаго являются федеральное правительство США (42 тыс.), школьный округ Чикаго (39 тыс.), городские власти Чикаго (30 тыс.), власти округа Кук (21 тыс.), власти штата Иллинойс (15 тыс.) и Chicago Transit Authority (11 тыс.). Городским властям подчиняются департамент полиции Чикаго (12 тыс. сотрудников) и департамент пожарной охраны Чикаго (5 тыс. сотрудников), властям округа Кук — окружная тюрьма (7 тыс. сотрудников) и офис окружного шерифа (6,9 тыс. сотрудников).

## Туризм, гостиничное дело и досуг

Trump International Hotel and Tower

В 2017 году Чикаго посетило 55 млн туристов (в 2016 году — 54,1 млн). Главными туристическими локациями города являются Миллениум-парк с установленной в нём скульптурой Клауд-Гейт, Морской пирс (торгово-развлекательный комплекс с большим колесом обозрения), Чикагский культурный центр, Букингемский фонтан, Музейный кампус Чикаго, Чикагский музей науки и промышленности, Чикагский институт искусств и квартал «Великолепная миля» (район модных магазинов, галерей и ресторанов).
Чикаго — третий в стране после Лас-Вегаса и Орландо центр проведения выставок, конгрессов и конференций. Чикагский McCormick Place — крупнейший выставочный комплекс в США и третий по величине в мире. В Роузмонте расположен выставочный комплекс Donald E. Stephens Convention Center, в Шомберге — комплекс Renaissance Schaumburg Convention Center.
Чикаго обладает одним из крупнейших гостиничных фондов в США. В сегменте пятизвёздочных гостиниц крупнейшими являются Trump International Hotel & Tower Chicago, The Langham Chicago, Four Seasons Chicago, Park Hyatt Chicago, Sofitel Chicago Magnificent Mile, The Peninsula Chicago, The Ritz-Carlton, JW Marriott Chicago, Waldorf Astoria Chicago, Viceroy Chicago и Conrad Chicago.
В сегменте четырёхзвёздочных гостиниц крупнейшими являются Loews Chicago, Marriott Marquis Chicago, Chicago Marriott Downtown Magnificent Mile, Hyatt Centric Chicago Magnificent Mile, Hyatt Centric The Loop, Hyatt Regency McCormick Place, Hyatt Regency Chicago, Hyatt Place Chicago River North, Radisson Blu Aqua, Swissotel Chicago, Sheraton Grand Chicago, Renaissance Chicago Downtown, Hilton Chicago, London House Hilton, The Palmer House Hilton, InterContinental Chicago, The Westin Michigan Avenue, The Westin Chicago River North, Embassy Suites Chicago, Embassy Suites Chicago Downtown Magnificent Mile, W Chicago City Center, Holiday Inn Chicago Mart Plaza River North, Wyndham Grand Chicago Riverfront, Godfrey Chicago и Fairmont Chicago Millennium Park.
В сегменте трёхзвёздочных гостиниц крупнейшими являются Congress Plaza, Hilton Garden Inn McCormick Place, Hilton Garden Inn Chicago Downtown, Residence Inn Marriott Chicago Downtown, Hampton Inn Chicago Downtown, Hampton Inn Chicago West Loop, Hampton Inn Majestic Chicago, Hyatt Place Chicago Downtown, Hyatt Place Chicago South, Crowne Plaza Chicago West Loop, Holiday Inn Chicago Downtown и Best Western Grant Park.
В Чикаго базируется Hyatt Hotels Corporation, которая управляет одной из крупнейших гостиничных сетей в мире (бренды Hyatt и Andaz). Чикаго является домом для таких популярных спортивных клубов, как Чикаго Беарз (американский футбол), Чикаго Кабс и Чикаго Уайт Сокс (бейсбол), Чикаго Блэкхокс (хоккей), Чикаго Буллз и Чикаго Скай (баскетбол), Чикаго Файр (футбол). Крупнейшими спортивными аренами являются Солджер Филд, Ригли Филд, Юнайтед-центр, Винтраст Арена (Чикаго) и Тойота Парк (Бриджвью). Ежегодно в Чикаго проходят Чикагский автосалон, Чикагский международный кинофестиваль и музыкальный фестиваль Lollapalooza.

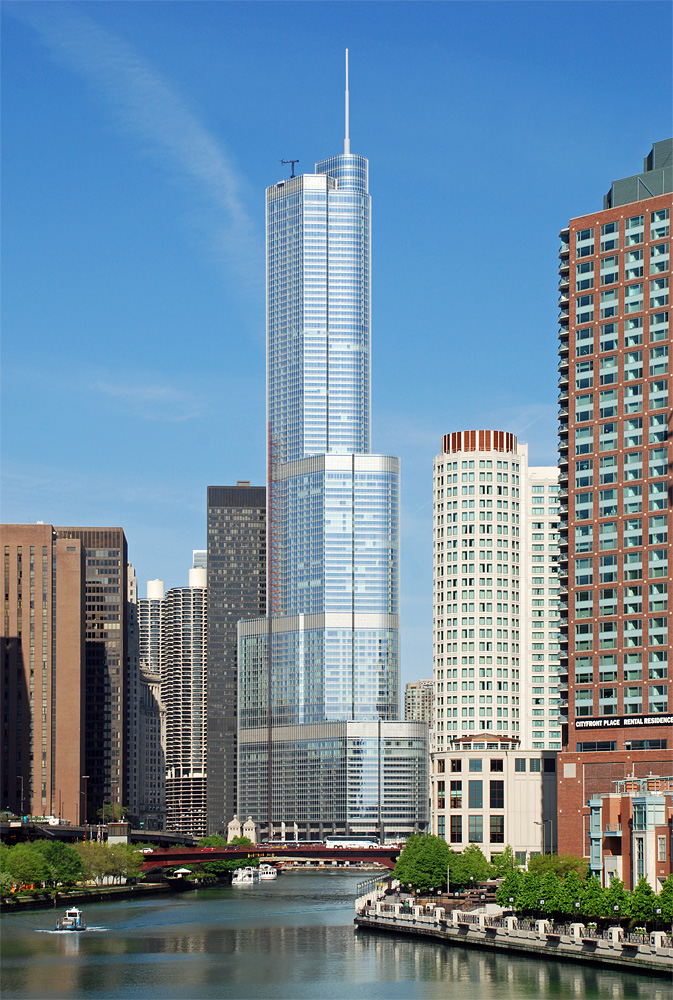
Trump International
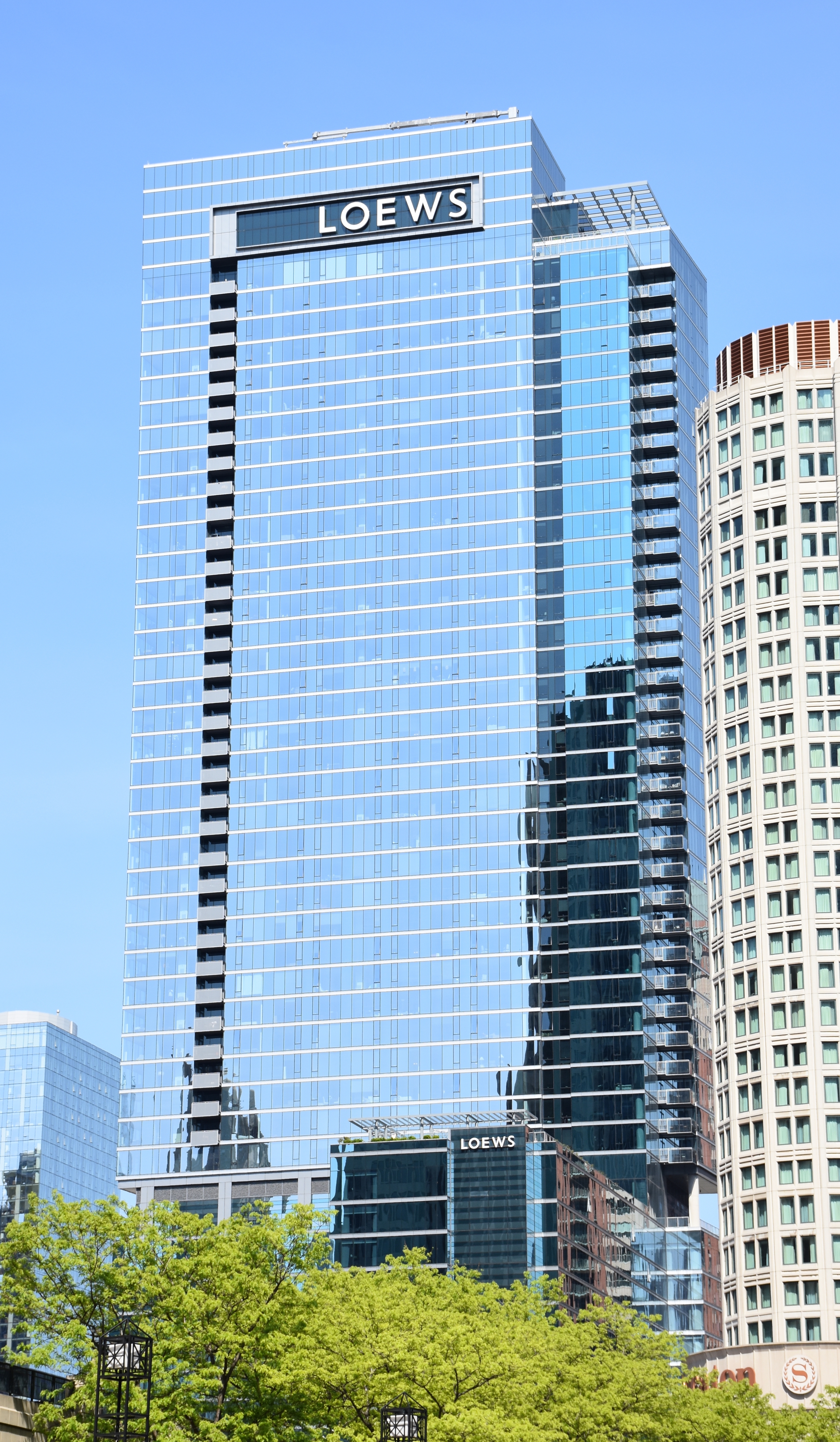
Loews
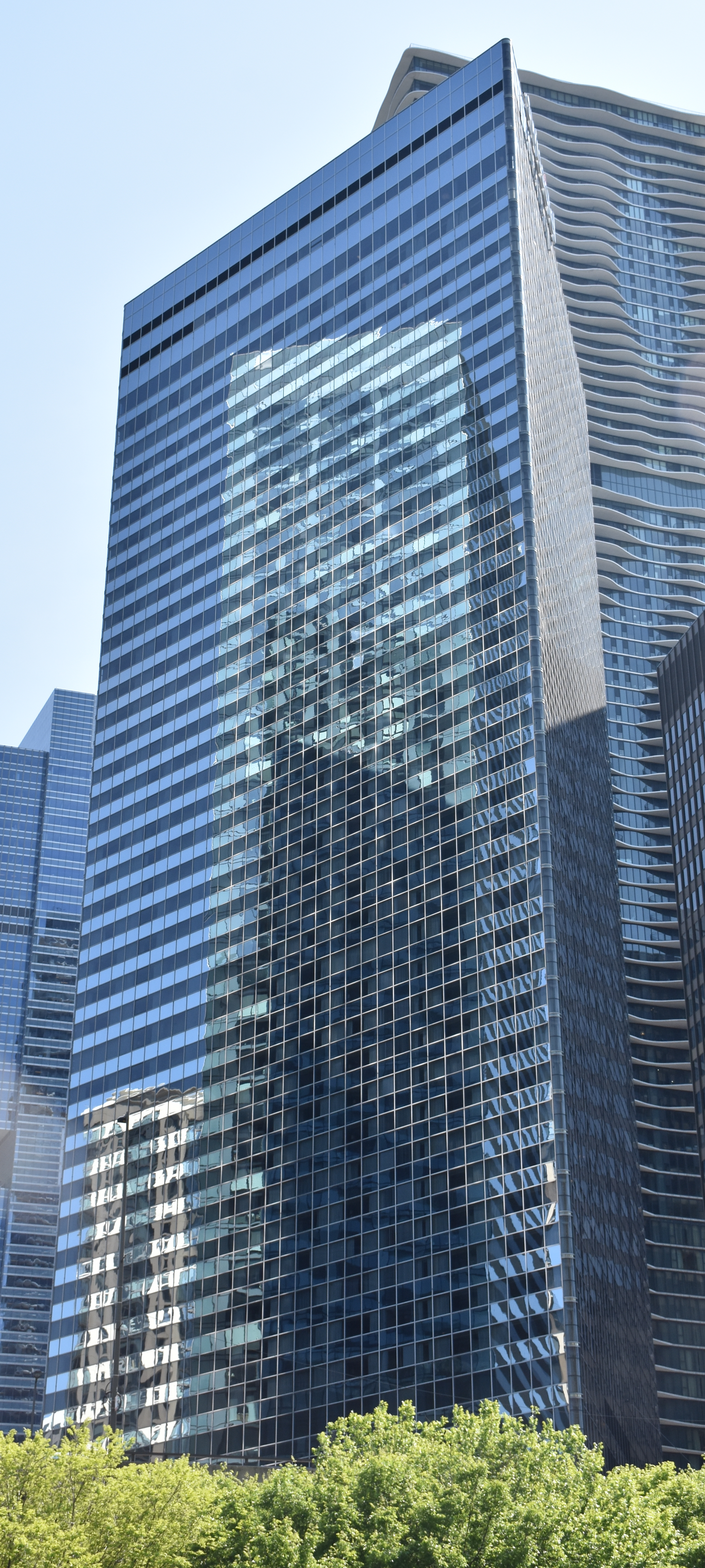
Swissotel
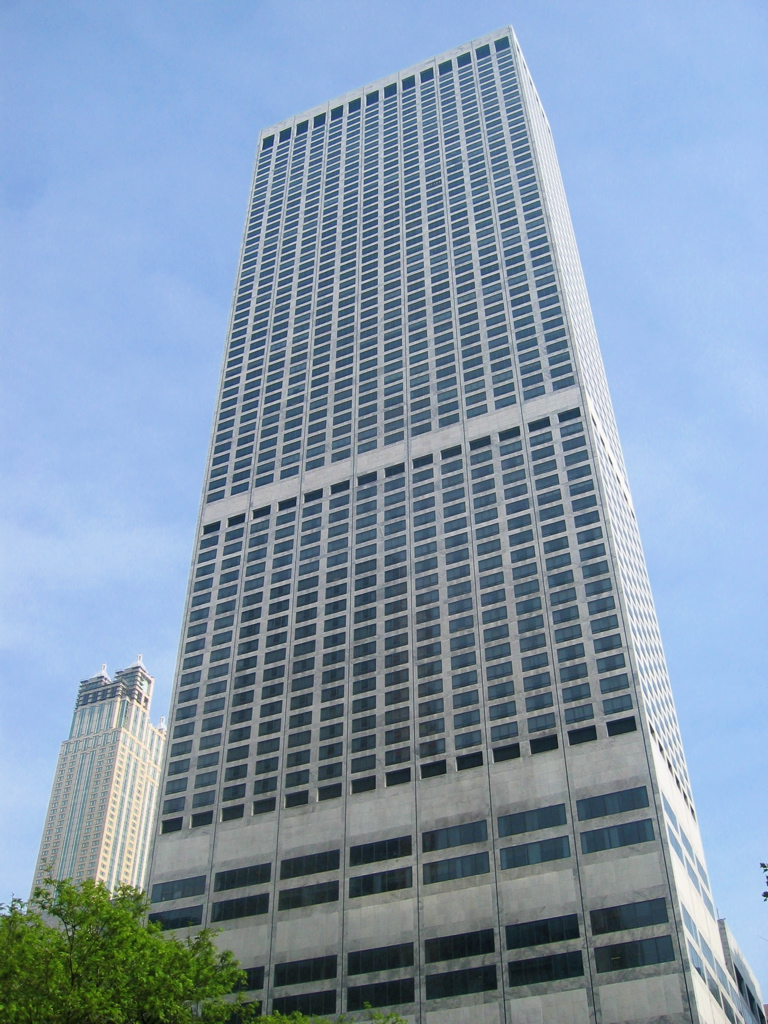
The Ritz-Carlton
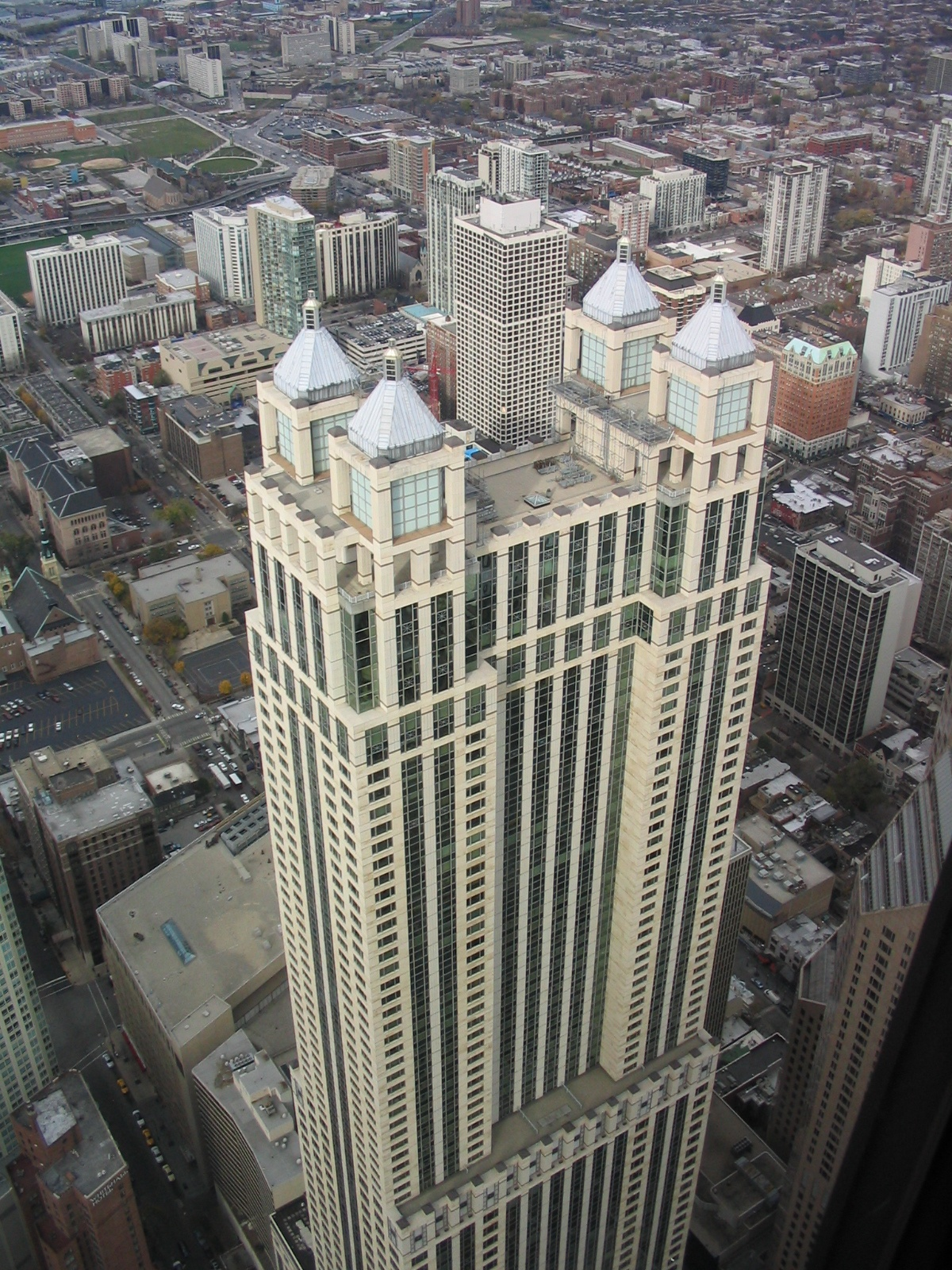
Four Seasons
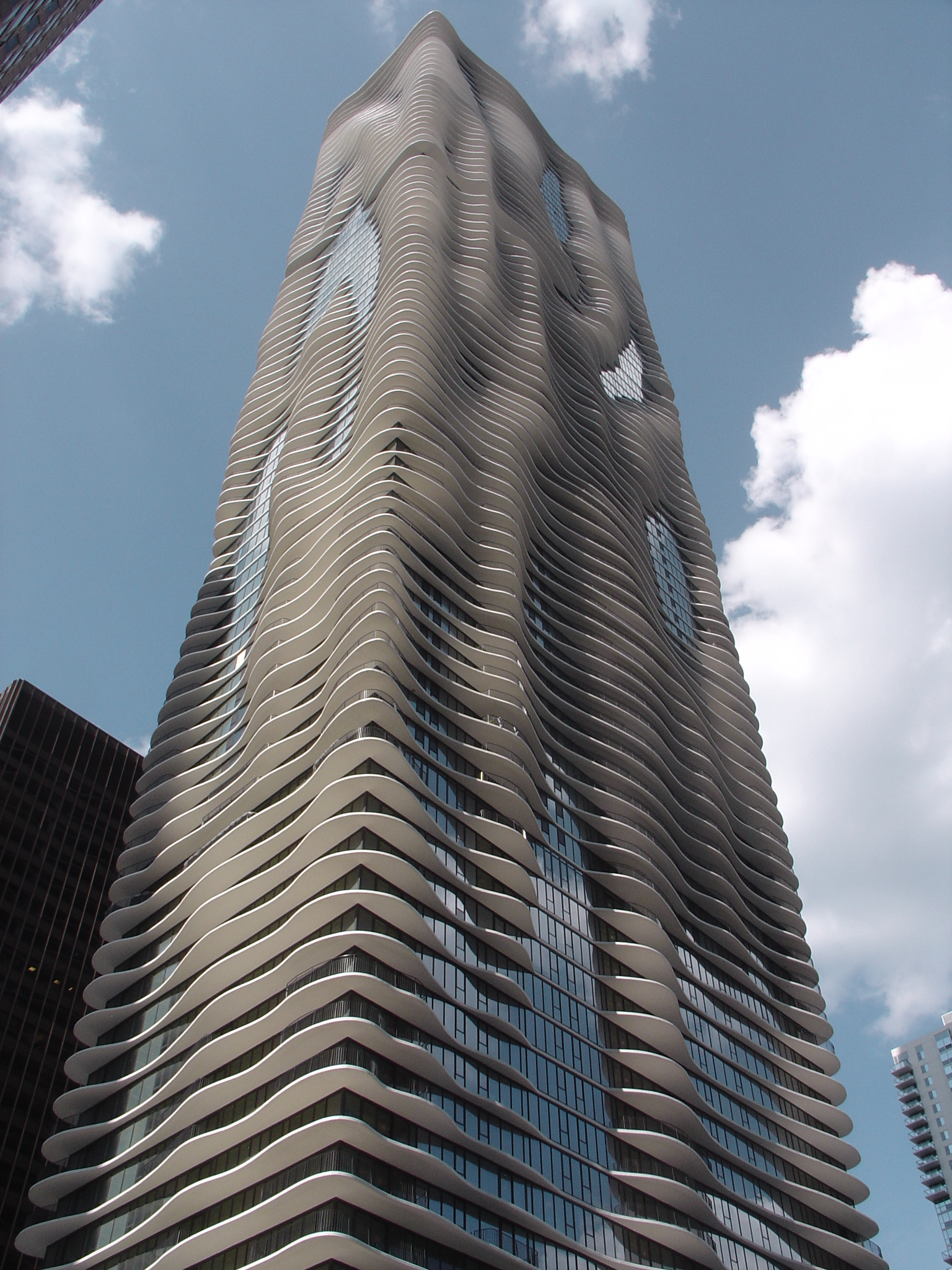
Radisson Blu Aqua
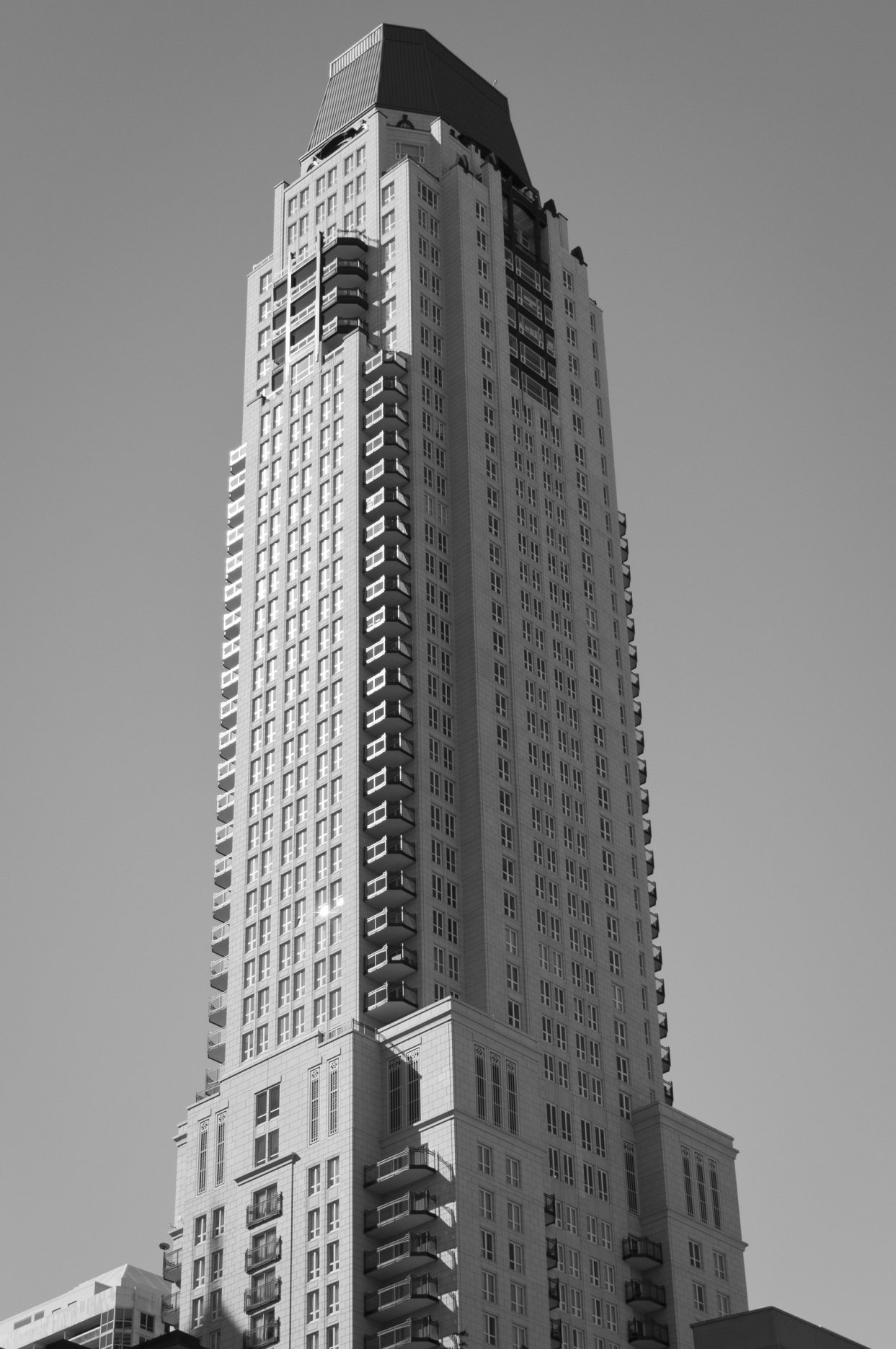
Waldorf Astoria
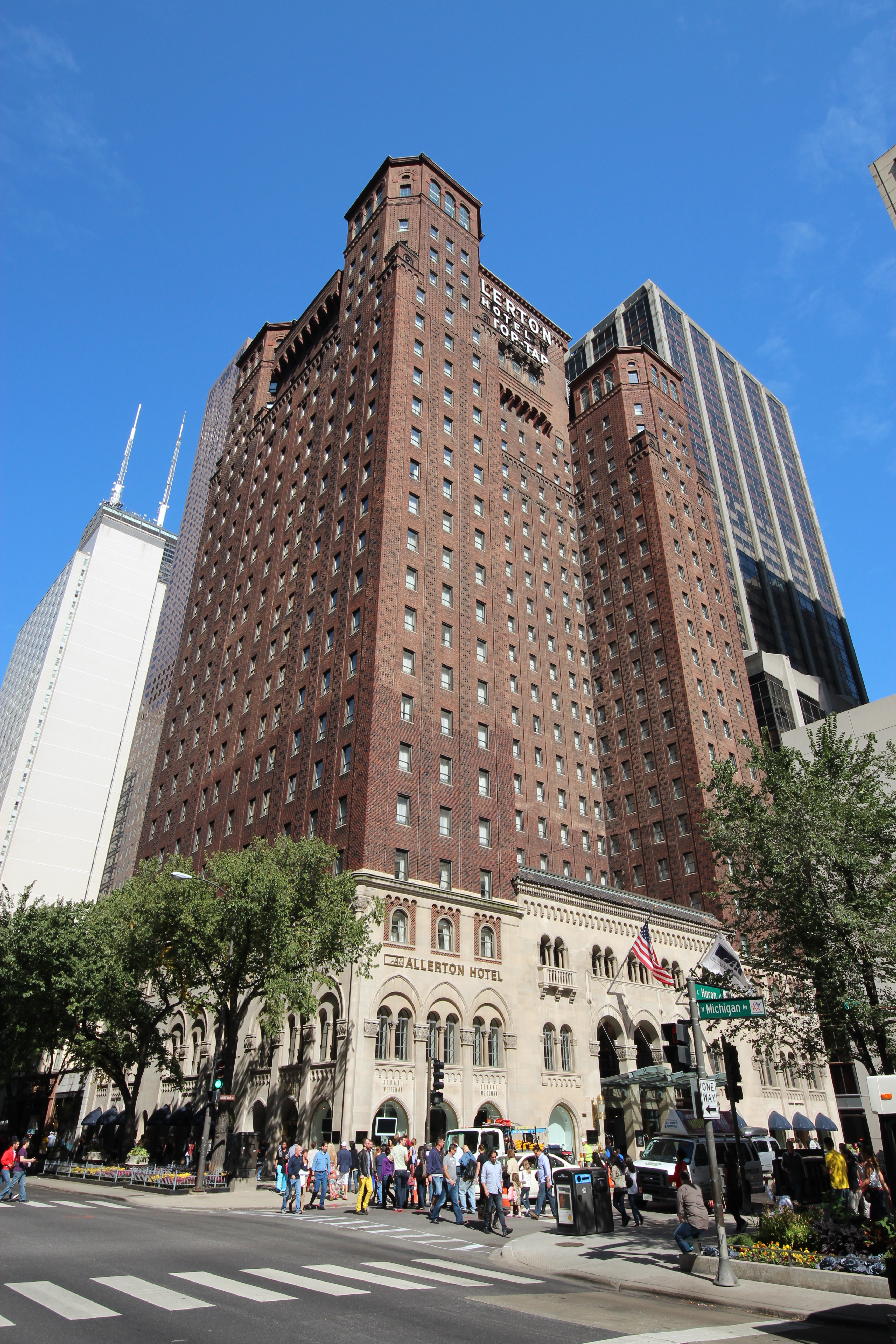
Warwick Allerton
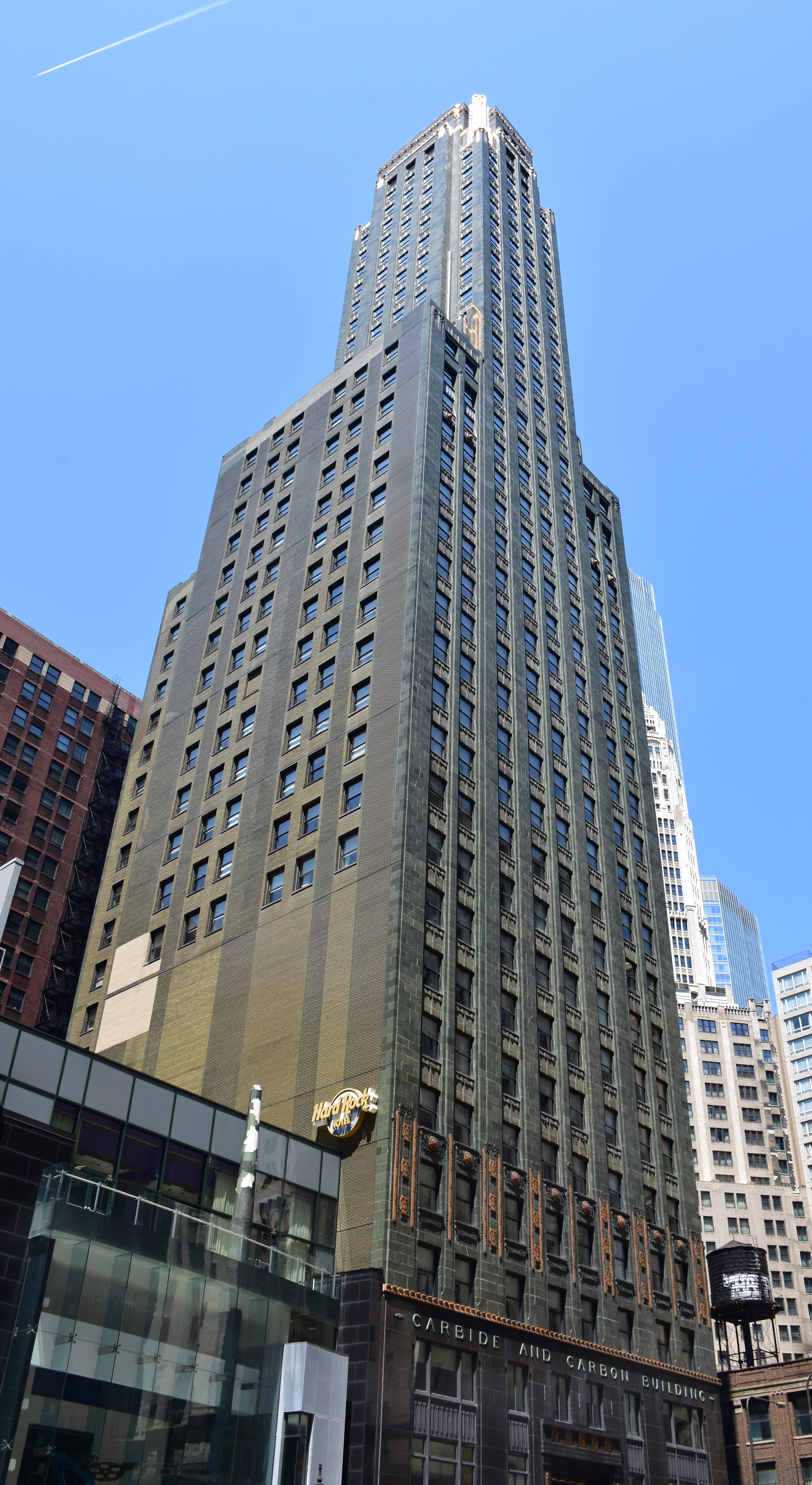
St. Jane Chicago
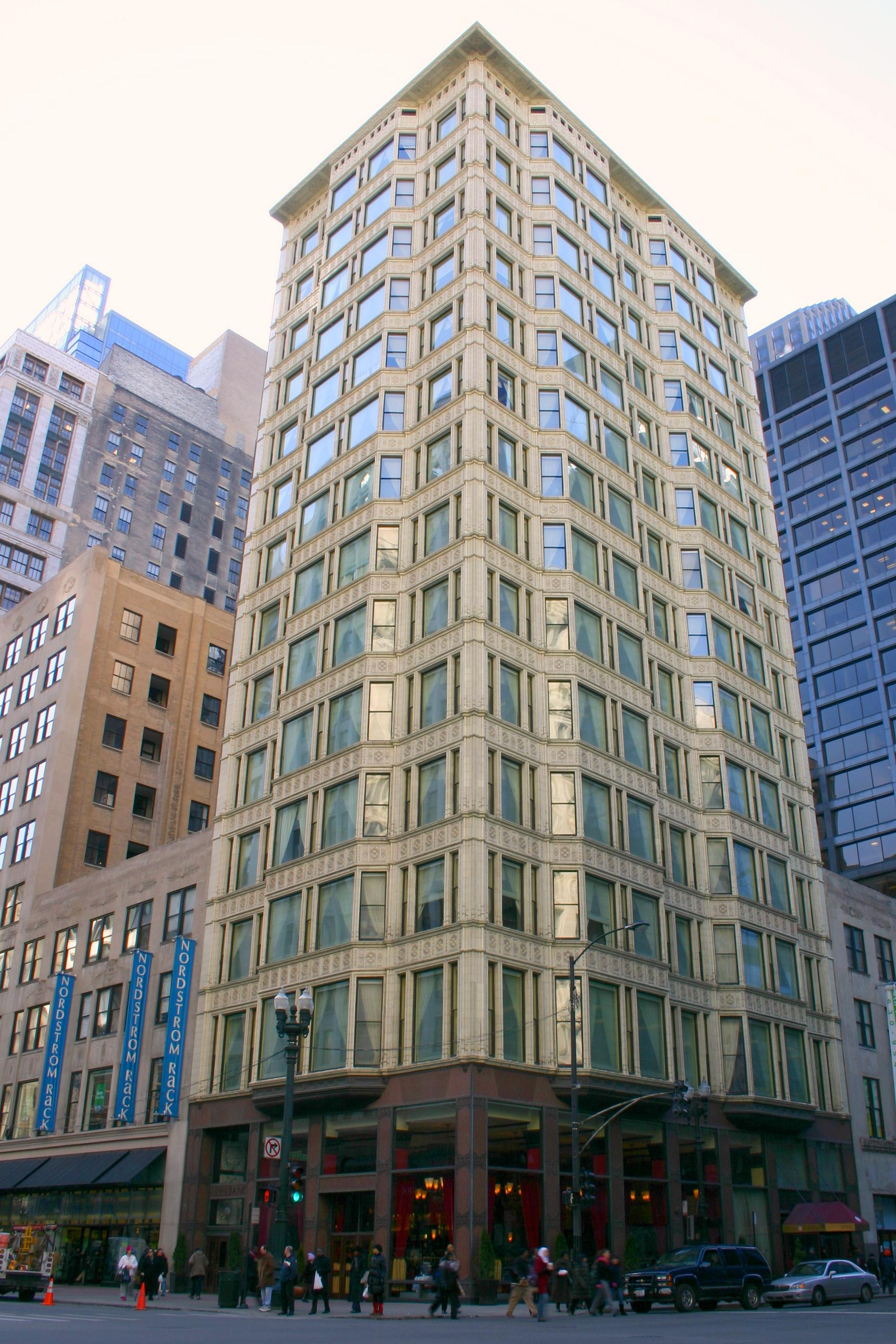
The Alise Chicago
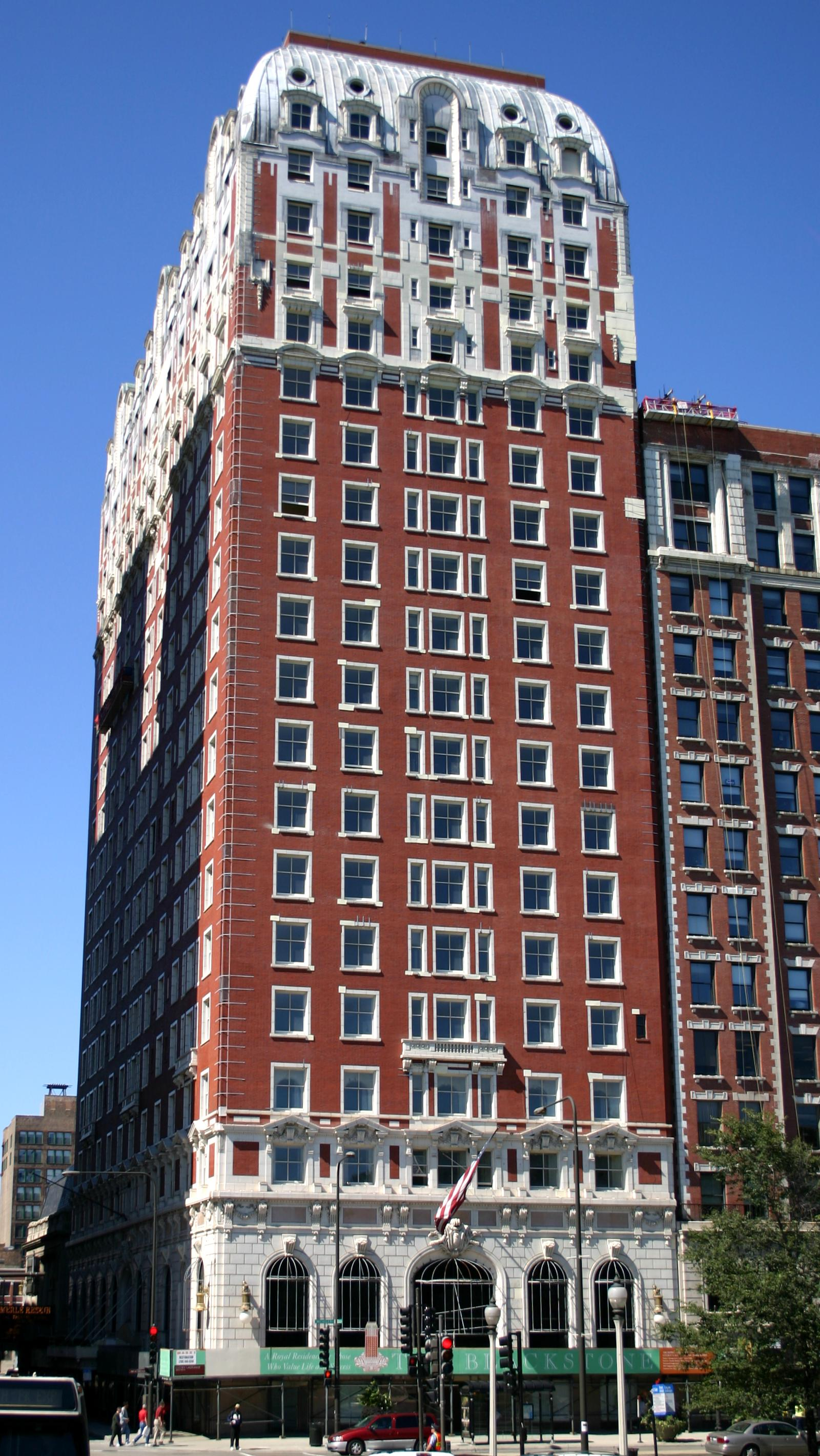
The Blackstone
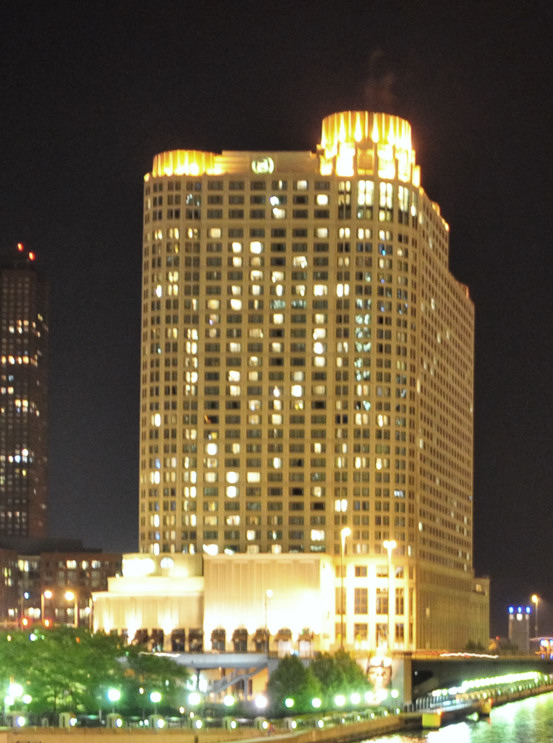
Sheraton Grand
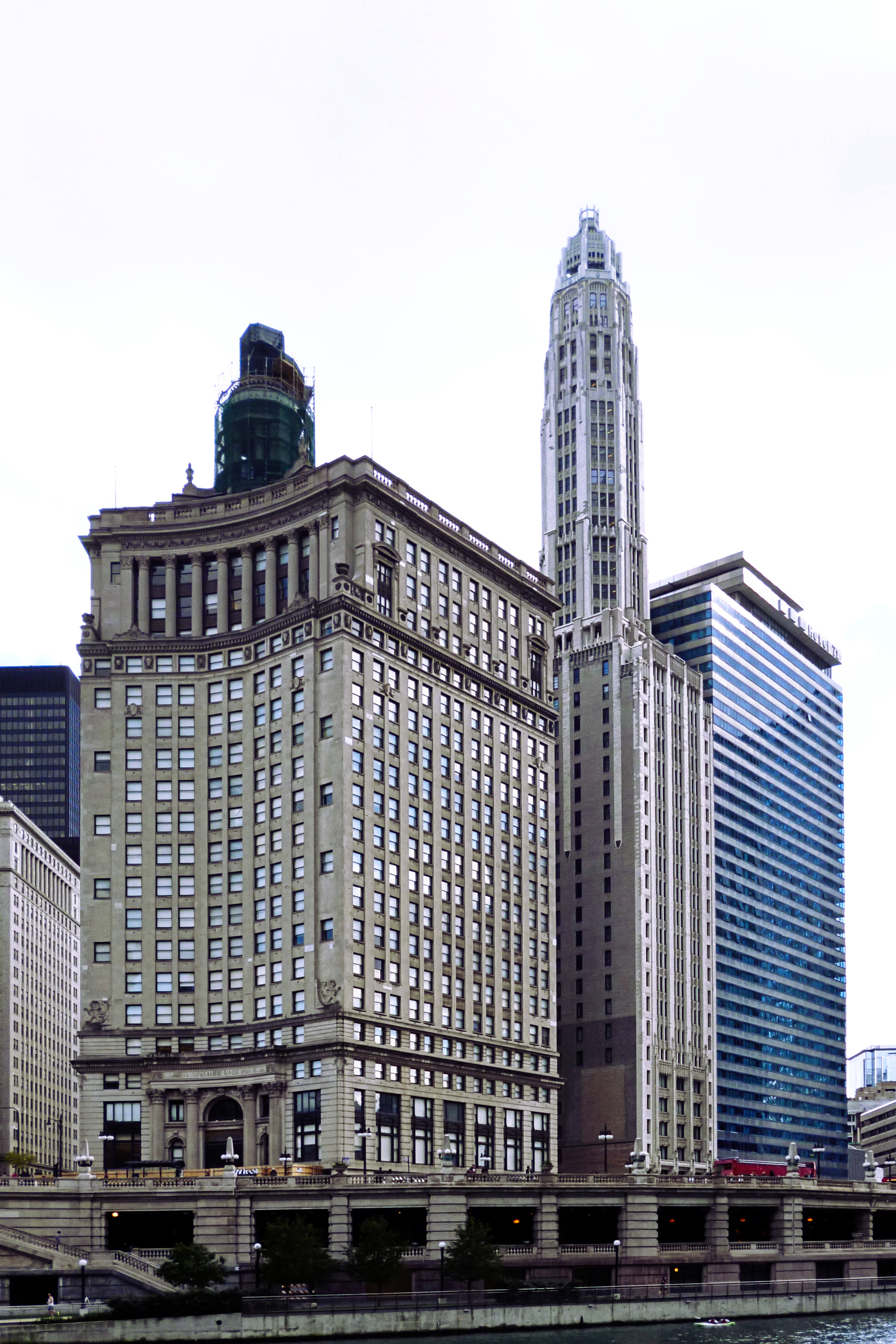
London House Hilton
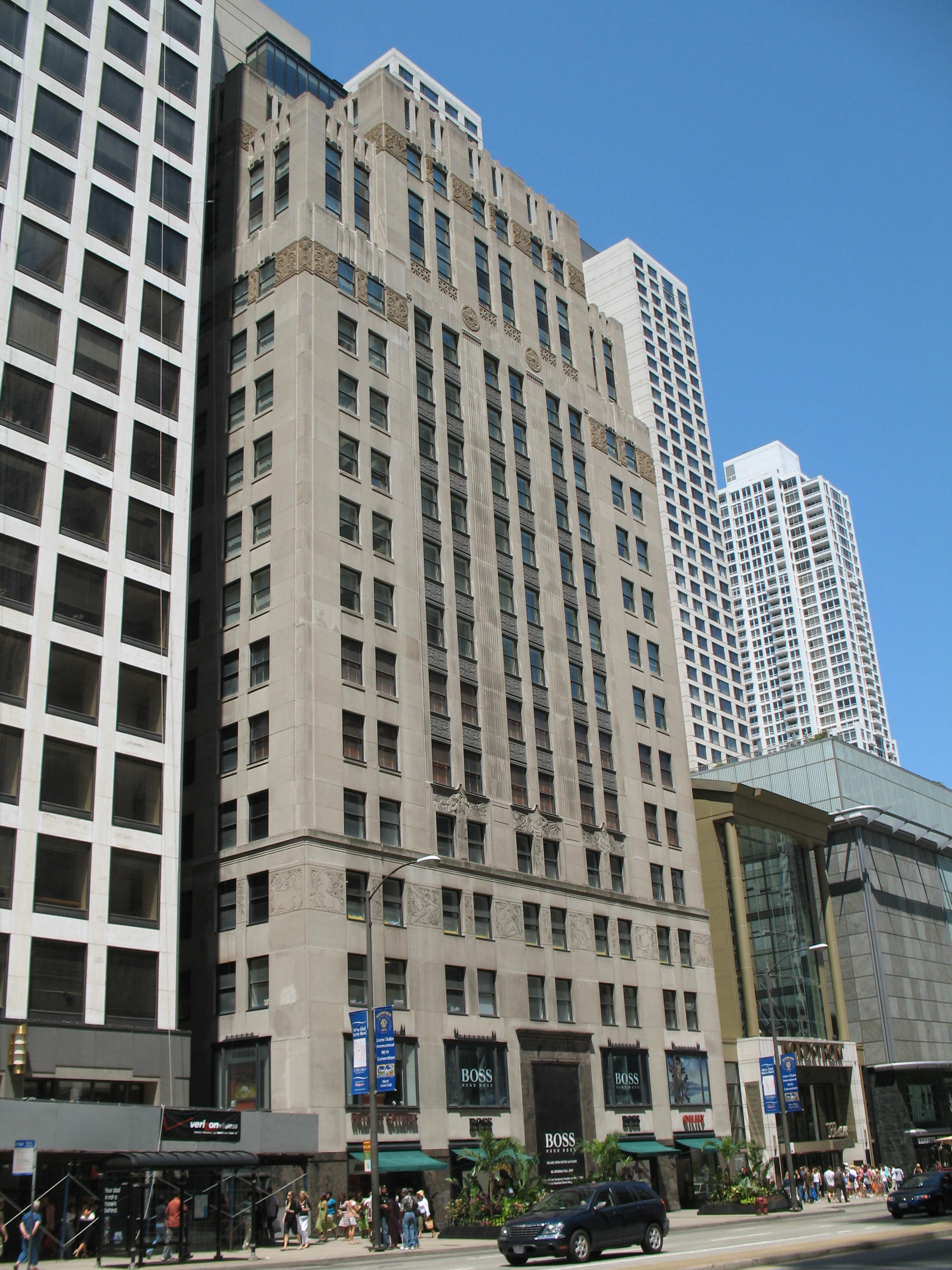
Conrad Chicago
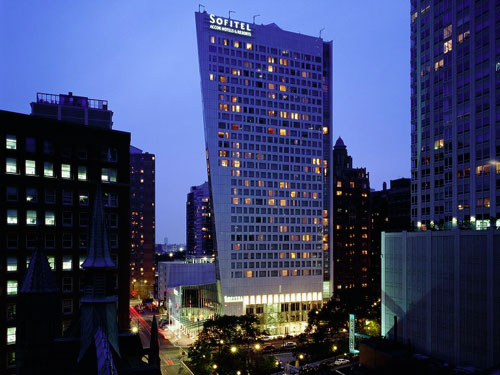
Sofitel
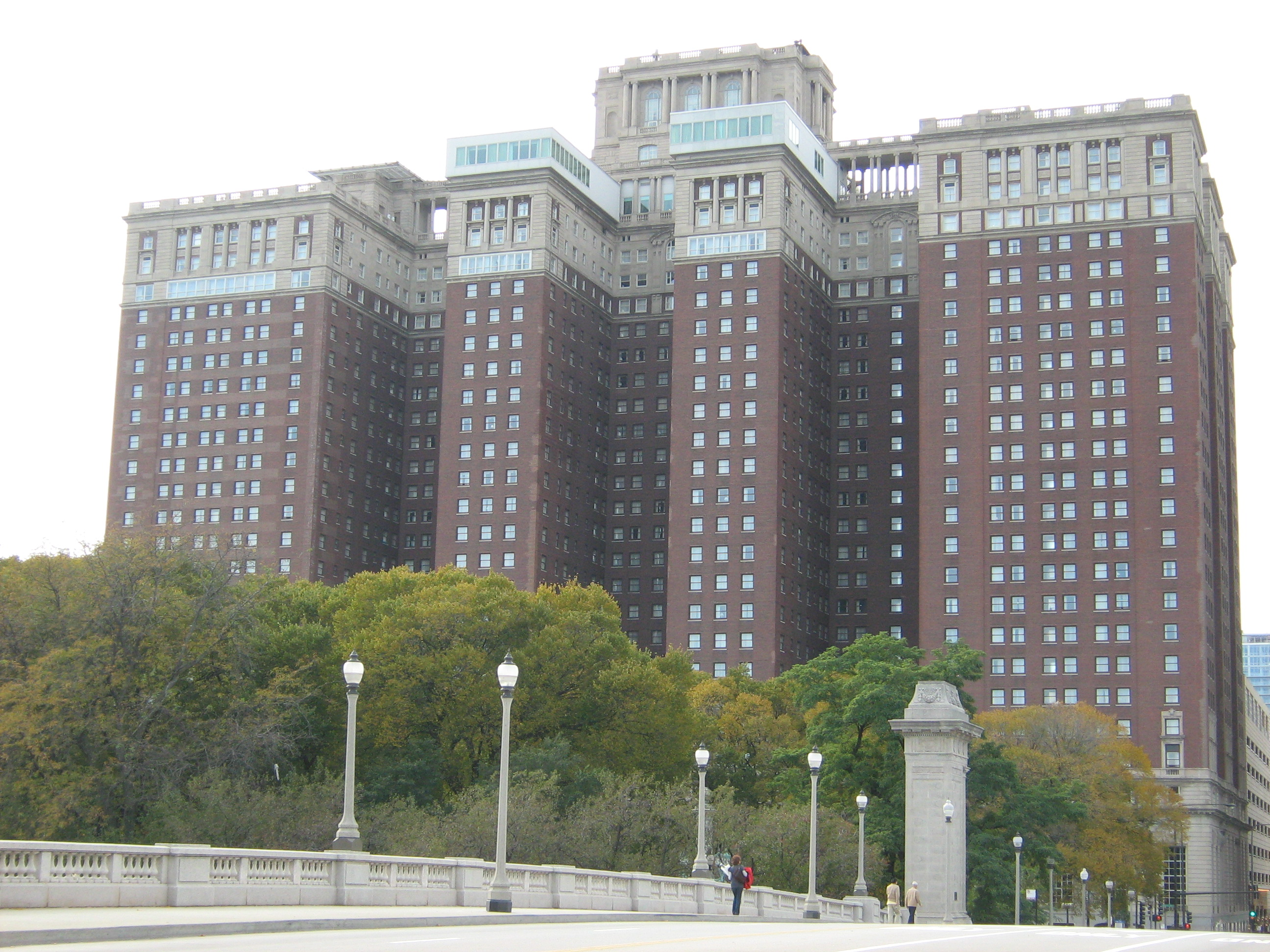
Hilton Chicago
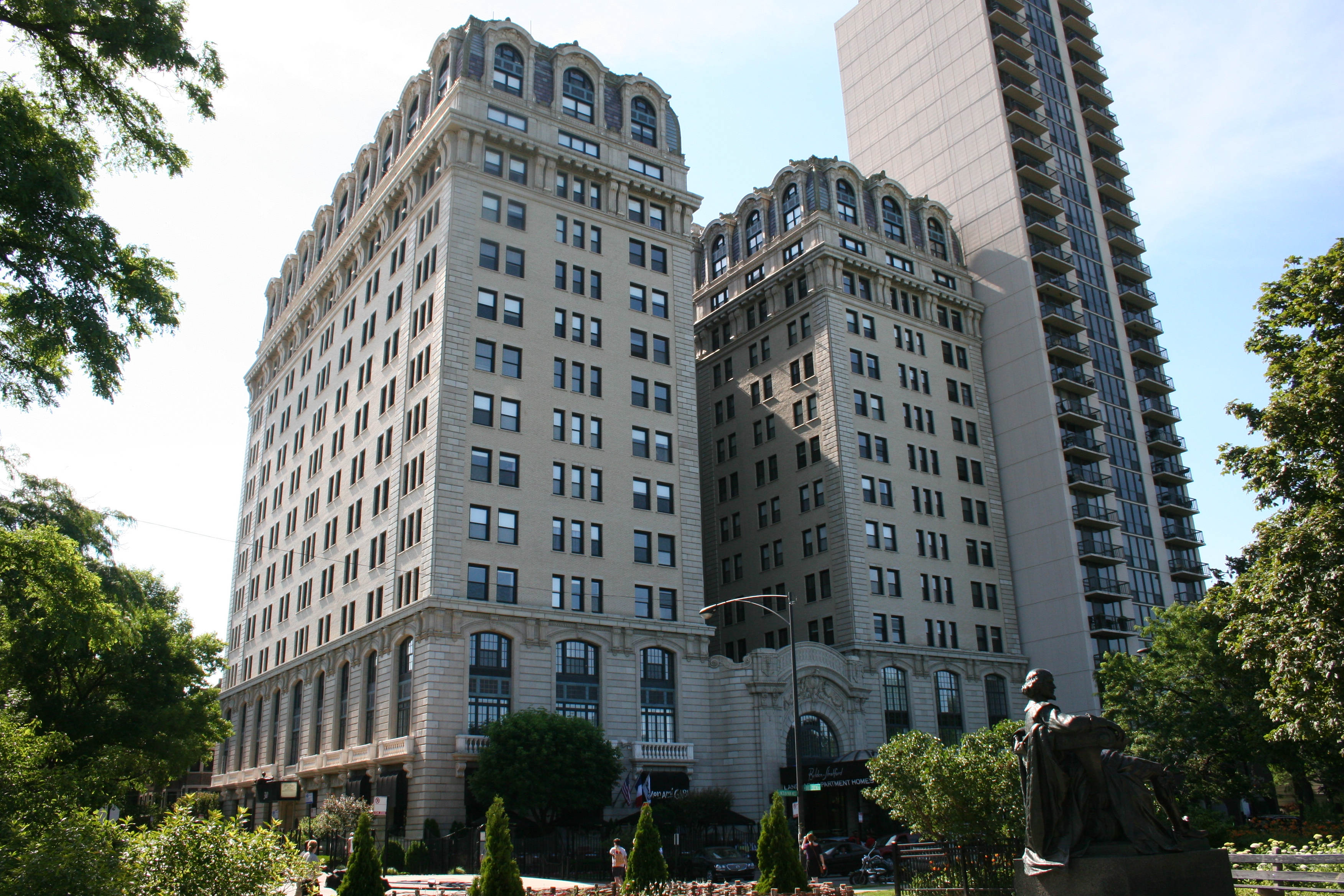
Belden Stratford
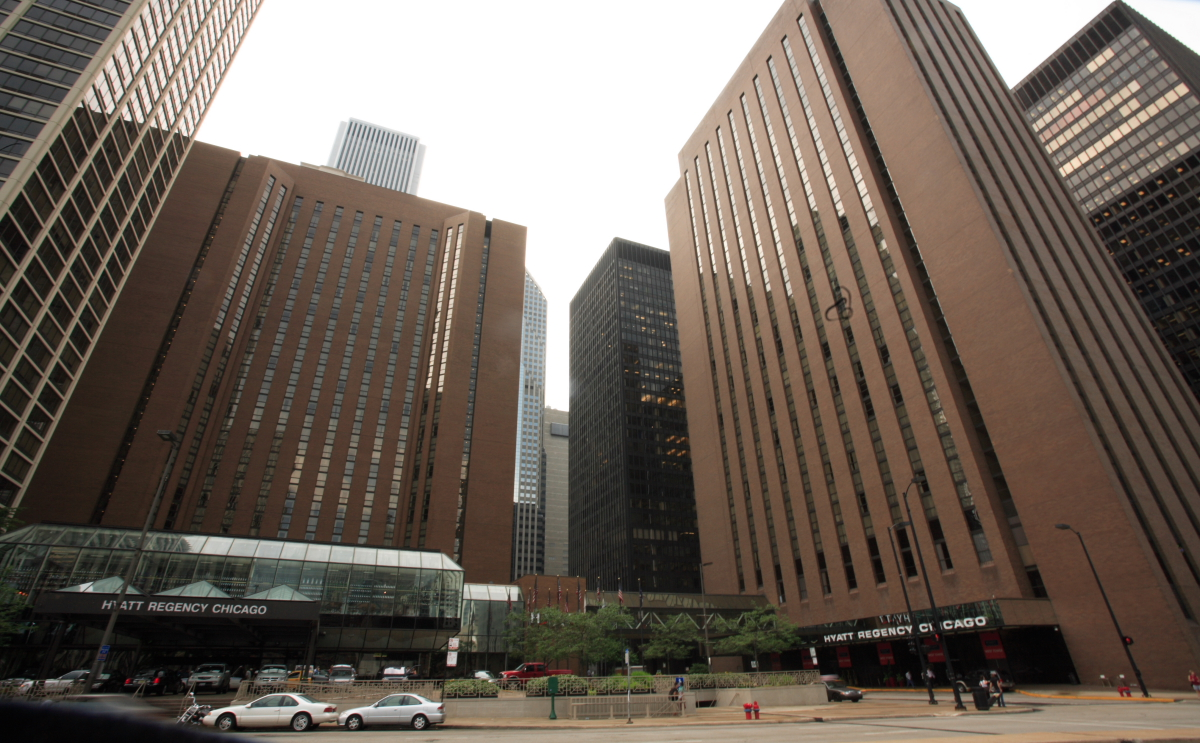
Hyatt Regency Chicago
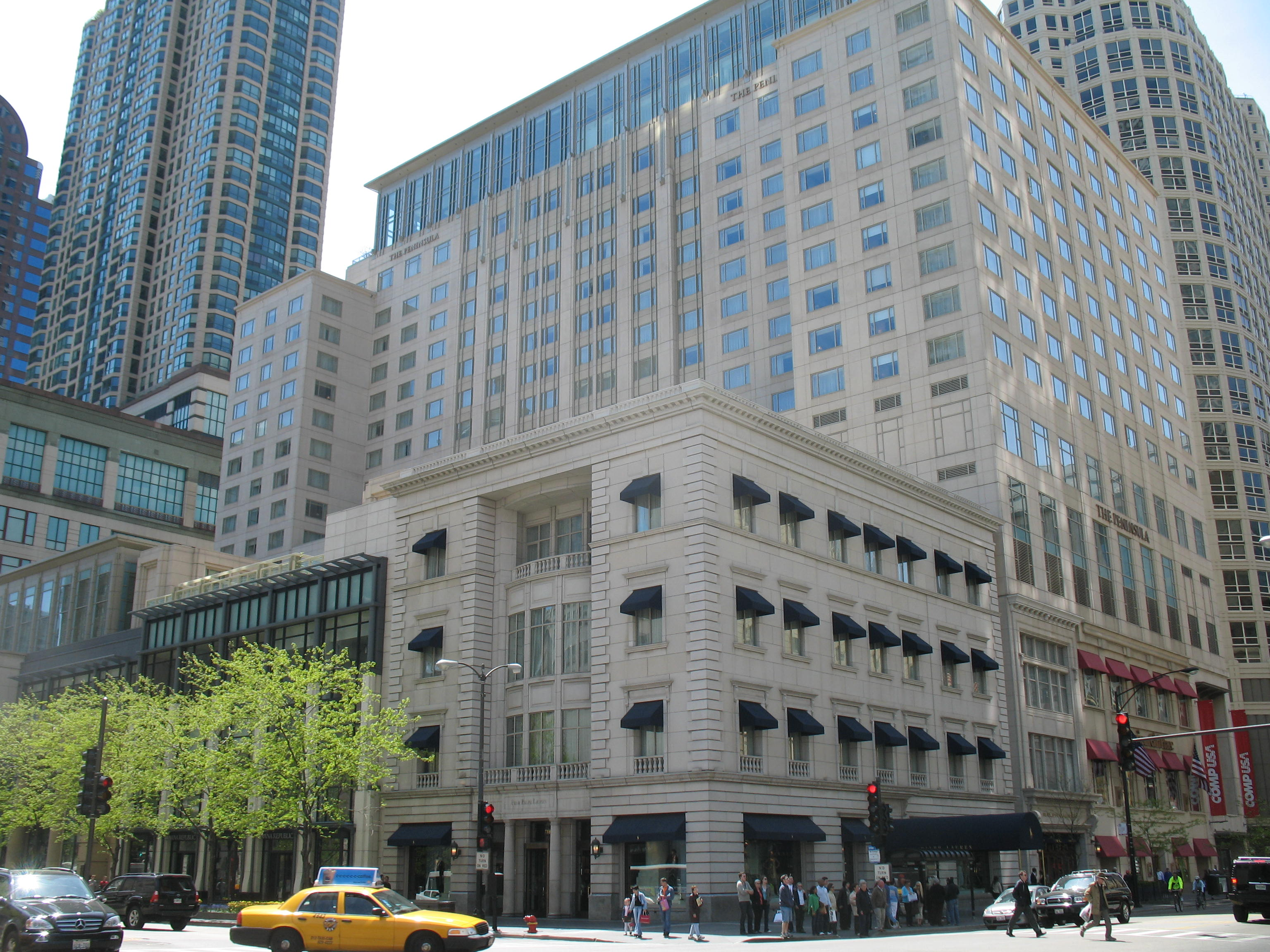
The Peninsula
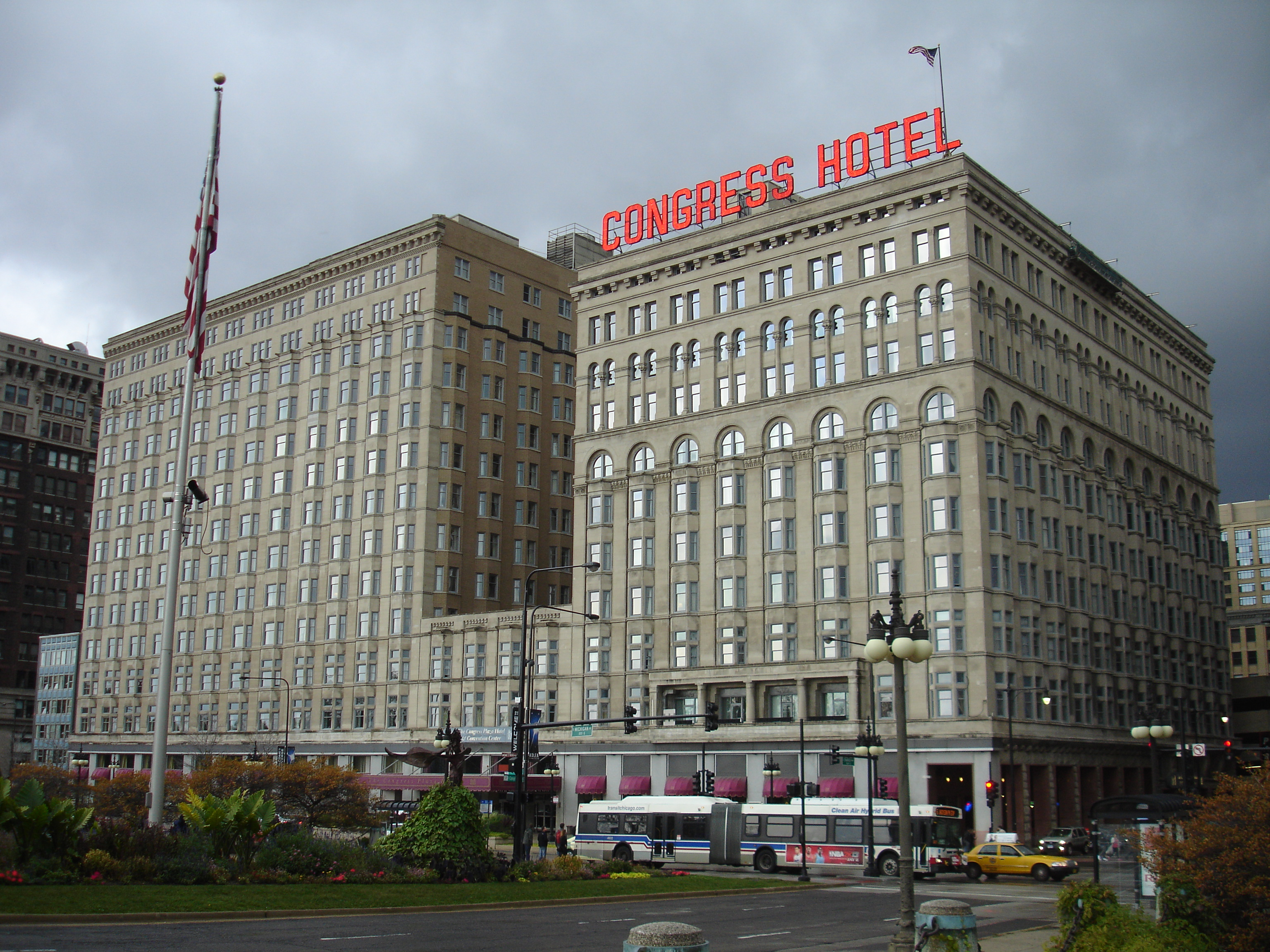
Congress Plaza
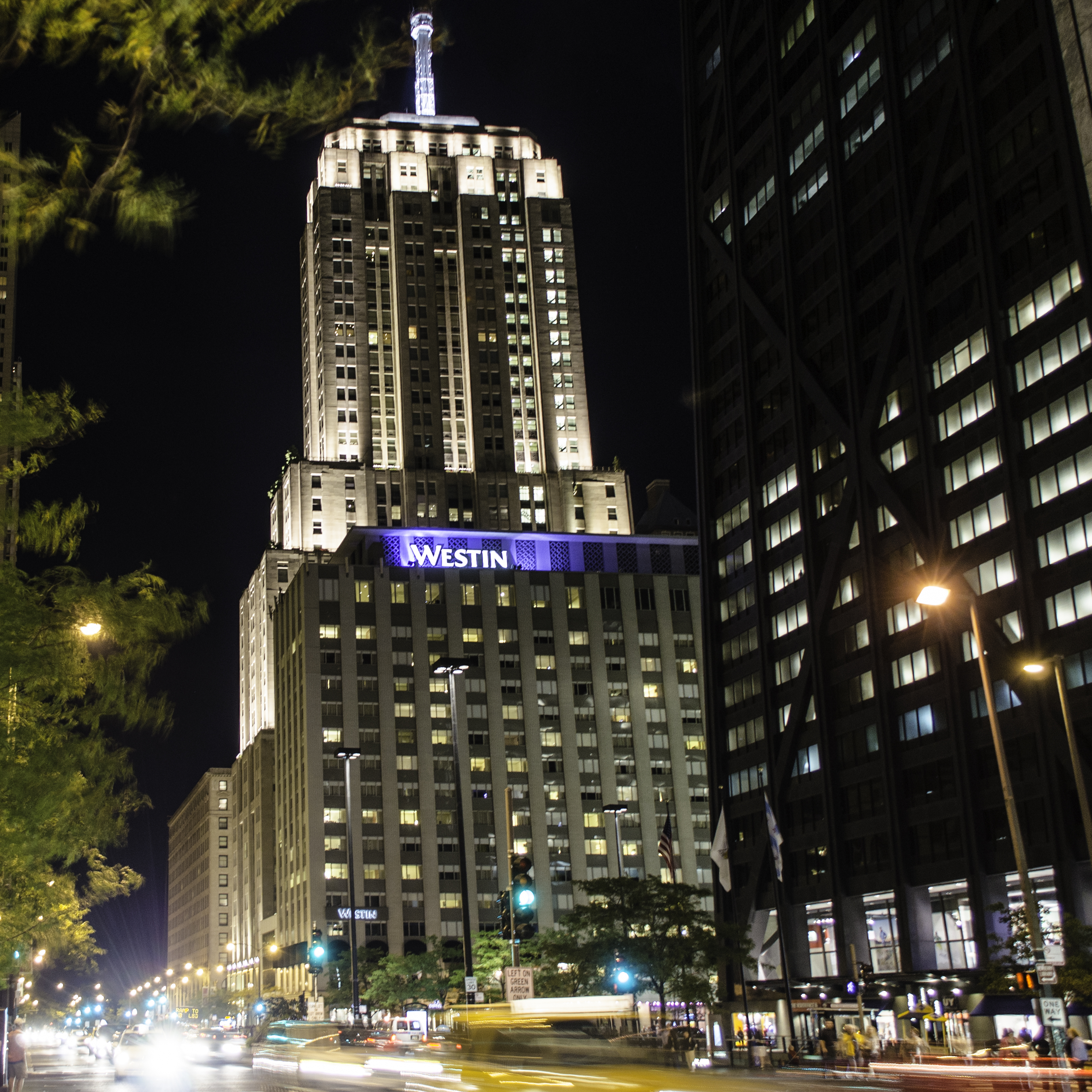
The Westin
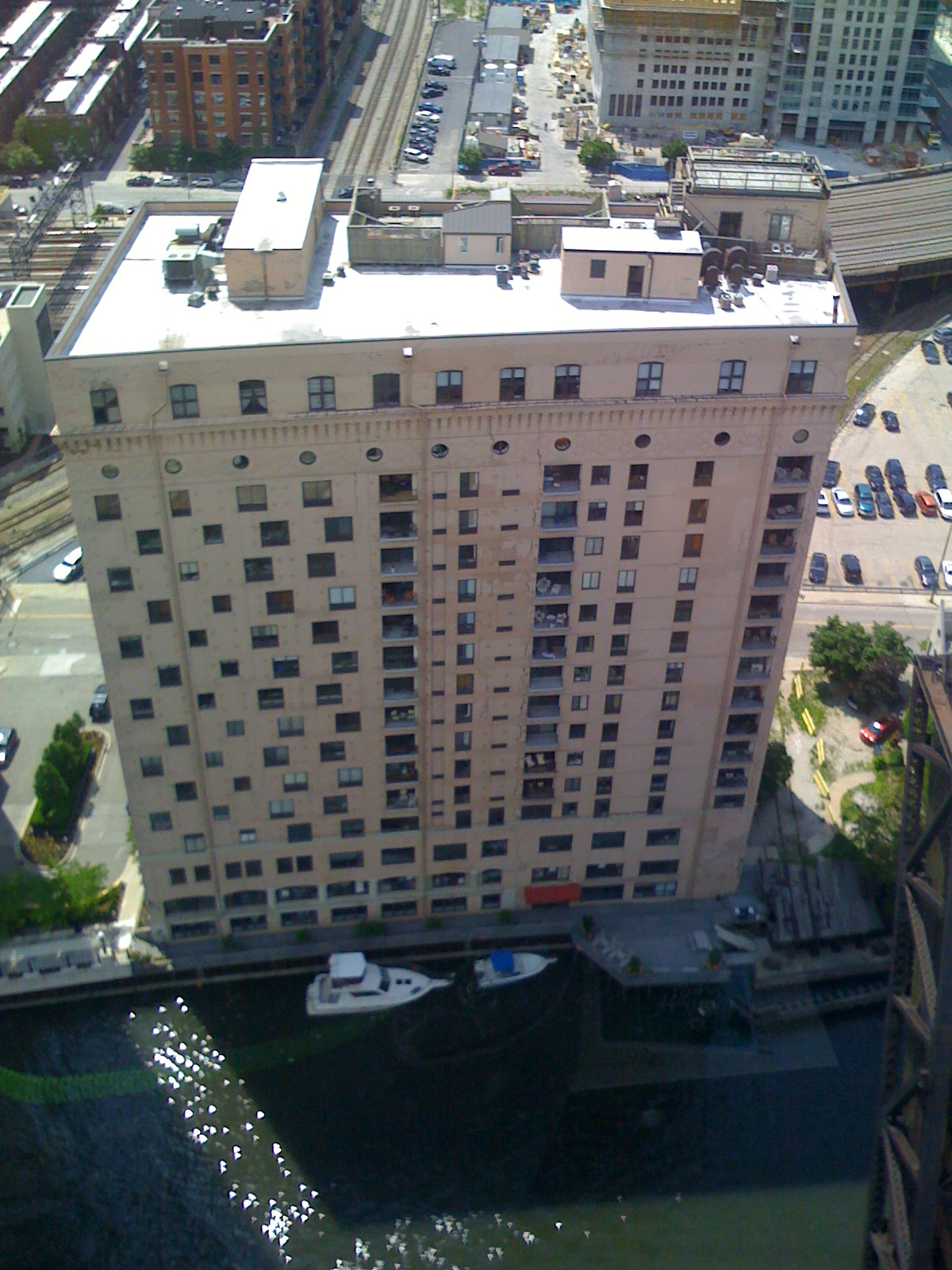
Holiday Inn Mart Plaza

## Промышленность

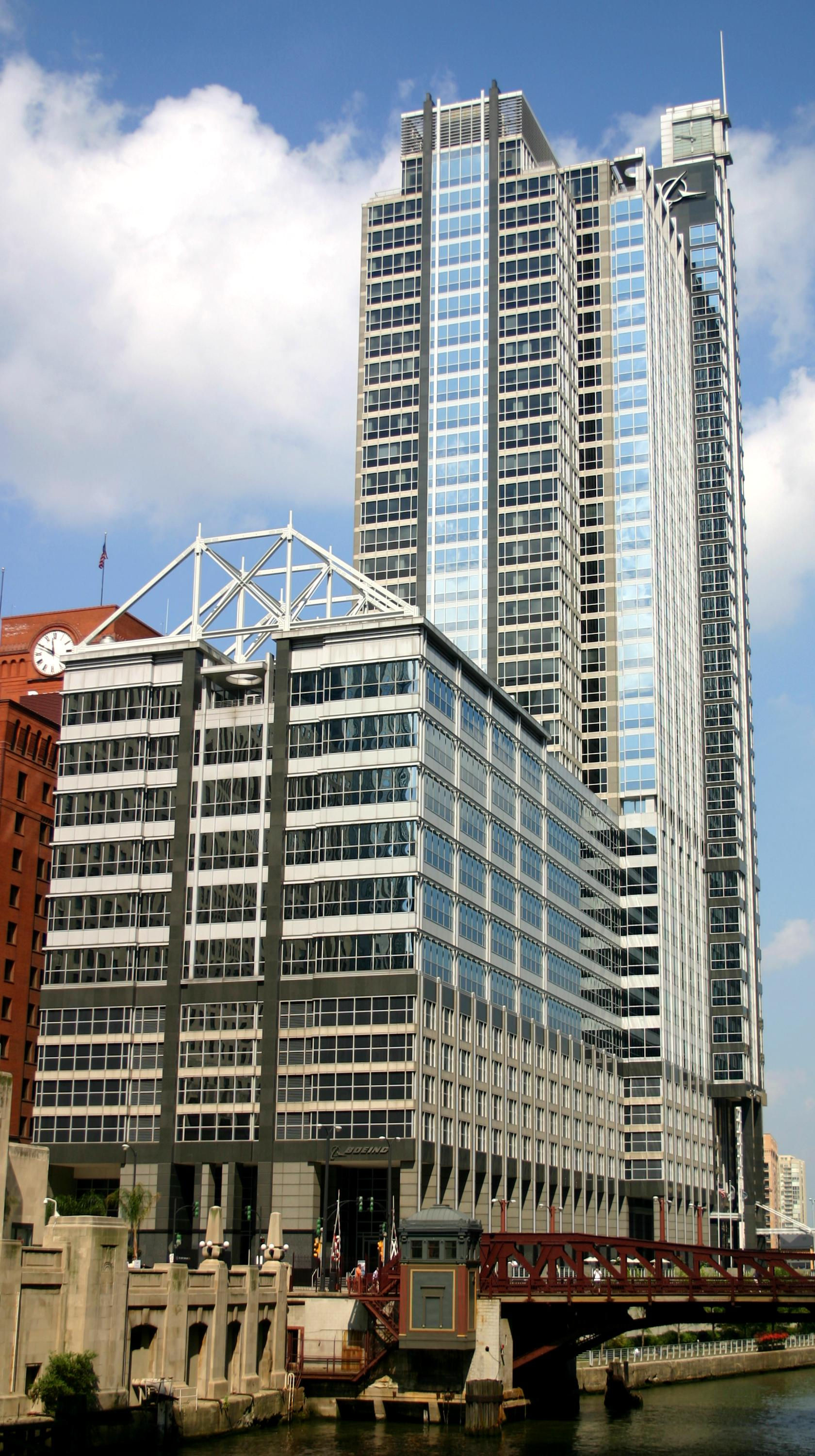
Штаб-квартира Boeing

Важное значение в экономике округа Кук играют пищевая, полиграфическая, автомобильная, фармацевтическая промышленность, производство медицинского и электронного оборудования. В чикагском районе Хегвиш работает старый автосборочный завод компании Ford, на котором занято более 4 тыс. человек. В результате деиндустриализации Чикаго значительно сократилась доля металлургической, химической, лакокрасочной, текстильной, швейной и мясоперерабатывающей промышленности.
В Чикаго расположены штаб-квартиры компаний Boeing (крупнейший американский производитель авиационной, космической и ракетной техники), Kraft Heinz (третья по величине американская пищевая компания), Archer Daniels Midland (крупный производитель зерна, растительного масла, кормов для животных, напитков и биотоплива), GE Healthcare (один из крупнейших в стране производителей медицинского оборудования, подразделение корпорации General Electric), GE Transportation (крупный производитель транспортного и энергетического оборудования, подразделение корпорации General Electric), Motorola Solutions (крупный производитель телекоммуникационного оборудования), RR Donnelley (одна из крупнейших в стране издательских и полиграфических фирм), Beam Suntory (третий по величине в мире производитель алкогольных напитков, входит в состав японской группы Suntory), MillerCoors (подразделение пивоваренной группы Molson Coors), Goose Island Brewery (подразделение пивоваренной группы Anheuser-Busch InBev), Wilson Sporting Goods (один из крупнейших производителей спортивного инвентаря, подразделение финской группы Amer Sports), SRAM (крупнейший производитель велосипедных комплектующих), Hart Schaffner Marx (производитель мужской одежды) и Lyon & Healy (производитель арф).
Также в Чикаго базируются компании Wrigley (крупный производитель жевательной резинки и кондитерских изделий, подразделение группы Mars), Conagra Brands (крупный производитель упакованных продуктов), Hillshire Brands (крупный производитель мясных и хлебобулочных продуктов, подразделение Tyson Foods), Mead Johnson Nutrition (крупный производитель детского питания, подразделение британской группы Reckitt Benckiser), Tropicana Products (крупный производитель фруктовых соков, подразделение PepsiCo), Quaker Oats Company (крупный производитель каш и хлопьев, подразделение PepsiCo), Tootsie Roll Industries (производитель кондитерских изделий), USG Corporation (крупный производитель строительных материалов), Morton Salt (крупнейший в стране производитель соли, подразделение немецкой группы K+S), Ryerson (крупный производитель стали и алюминия), John Crane (крупный производитель промышленного оборудования, подразделение британской Smiths Group), JBT Corporation (крупный производитель оборудования для аэропортов и пищевого оборудования).
Кроме того, в Чикаго базируются компании Motorola Mobility (крупный производитель смартфонов и планшетов, подразделение китайской группы Lenovo), Littelfuse (крупный производитель электроники и автомобильных комплектующих), FreightCar America (крупный производитель грузовых вагонов), американские подразделения немецкого производителя промышленного оборудования ThyssenKrupp, люксембургской металлургической группы ArcelorMittal, ирландской фармацевтической компании Shire, британской химической компании Ineos, британского производителя электротехники Dyson, ирландского производителя стройматериалов James Hardie Industries, британского производителя упаковки Rexam, китайского производителя спорттоваров Li-Ning, японской пищевой компании Ajinomoto.
В чикагском пригороде Дирфилд, который расположен на границе округов Кук и Лейк, базируются компании Caterpillar (крупнейший в стране производитель строительной и горнорудной техники, а также энергетического оборудования), Mondelēz International (один из крупнейших в стране производителей пищевых продуктов), Baxter International (один из крупнейших в стране производителей медицинского оборудования), Fortune Brands Home & Security (крупный производитель замков, дверей, сантехники, мебели и инструментов), CF Industries (производитель химических удобрений), а также американские подразделения японской фармацевтической компании Takeda Pharmaceutical, немецкого производителя медицинского оборудования Siemens Healthcare и датской фармацевтической компании Lundbeck.

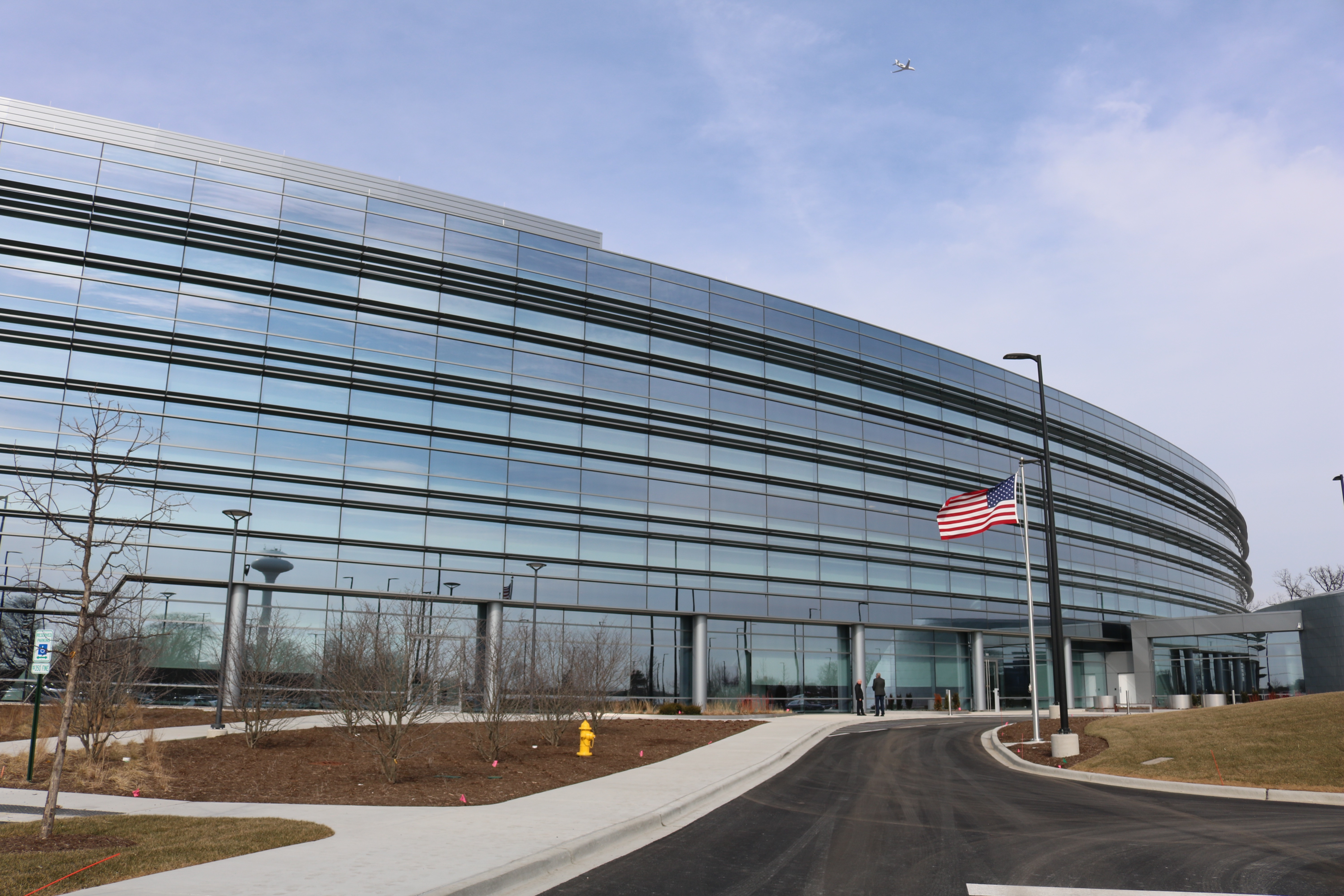
Штаб-квартира Chamberlain Group

В Гленвью расположена штаб-квартира компании Illinois Tool Works (крупный производитель автомобильных комплектующих, пищевого, строительного и сварочного оборудования, электроинструментов, измерительных приборов, электроники, пластиковых изделий и смазок). В Вестчестере базируется компания Ingredion (крупный производитель пищевых ингредиентов и добавок), в Ок-Брук — компании Chamberlain Group (крупный производитель автоматических дверей и ворот), Federal Signal Corporation (крупный производитель сирен и специального оборудования для машин), Sanford (крупный производитель канцтоваров под брендами Parker, Sharpie, Paper Mate, Prismacolor, DYMO, Elmer’s, Mr. Sketch, Rotring, X-Acto, Waterman, Berol, подразделение группы Newell Brands) и Ty Inc. (крупный производитель мягких игрушек).
В Дес-Плейнсе расположены штаб-квартиры компаний Honeywell UOP (производитель катализаторов и сорбентов для нефтехимической промышленности, подразделение группы Honeywell), Chicago Faucet (крупный производитель сантехники, подразделение швейцарской группы Geberit), Riddell (крупнейший производитель экипировки для американского футбола) и представительство канадской пищевой компании Maple Leaf Foods, в Шомберге — штаб-квартира компании U.S. Robotics (производитель телекоммуникационного оборудования), подразделения немецкой автомобильной компании BMW, японских производителей электроники Hitachi и Omron, швейцарского производителя электроники STMicroelectronics, канадского производителя телекоммуникационного оборудования Nortel Networks, японских станкостроительных компаний Amada и Yamazaki Mazak, японской химической компании Sunstar Group, в Хоффман-Эстейтс — штаб-квартира компании Serta (второй по величине в США производитель матрацев), подразделения немецкого производителя автомобильных комплектующих Robert Bosch, японских станкостроительных компаний FANUC и Mori Seiki, в Палатайне — штаб-квартира компании Weber-Stephen Products (крупный производитель грилей для барбекю) и электротехническое предприятие французской компании Schneider Electric.
В пригороде Баффало-Гроув базируются компания U.S. Music Corporation (крупный производитель музыкальных инструментов под брендами Washburn, Randall, Oscar Schmidt, Jay Turser, Eden, Parker), представительства немецкой компании Siemens Building Technologies (электротехника для помещений) и британской компании Marshall Amplification (звуковое электрооборудование). В Скоки расположена штаб-квартира компании Rand McNally (крупнейший издатель карт и атласов), в Элк-Гроув-Виллидж — штаб-квартира компании Revell (крупнейший производитель сборных моделей), в Роузмонте — штаб-квартира компании Culligan (крупный производитель бутилированной воды и систем очистки воды), подразделения французского производителя стройматериалов Lafarge и швейцарского производителя медицинского оборудования LifeWatch, в Нортфилде — штаб-квартира компании Medline Industries (крупный производитель медицинского оборудования и расходных материалов), в Ла-Грейндже — штаб-квартира компании Electro-Motive Diesel (крупный производитель локомотивов, подразделение Caterpillar), в Франклин-Парке — штаб-квартира компании Sloan Valve (крупный производитель сантехники), в Найлсе — штаб-квартира компании Shure (крупный производитель звукового электрооборудования).
В чикагском пригороде Лемонт расположен нефтеперерабатывающий завод техасской компании Citgo, в Барр-Ридже — подразделение корпорации Rockwell Automation, в Харви — подразделение корпорации Tyco; в Нортбруке базируются подразделения итальянской пищевой компании Barilla и японской фармацевтической компании Astellas Pharma; в Хановер-Парке — подразделение японского производителя медицинской техники Fujifilm, в Элджине — подразделения японской станкостроительной компании Makino, швейцарской станкостроительной компании Bystronic и китайского производителя автомобильных комплектующих Wanxiang Group, в Роллинг-Мидоус — подразделения производителя электроники Northrop Grumman Corporation, японского производителя строительной техники Komatsu, японского производителя электроники Panasonic, китайского производителя телекоммуникационного оборудования Huawei и китайского производителя двигателей Weichai Power, в Арлингтон-Хайтс — подразделения японского производителя электроники Toshiba и японского производителя керамических изделий Noritake.

## Финансовые услуги

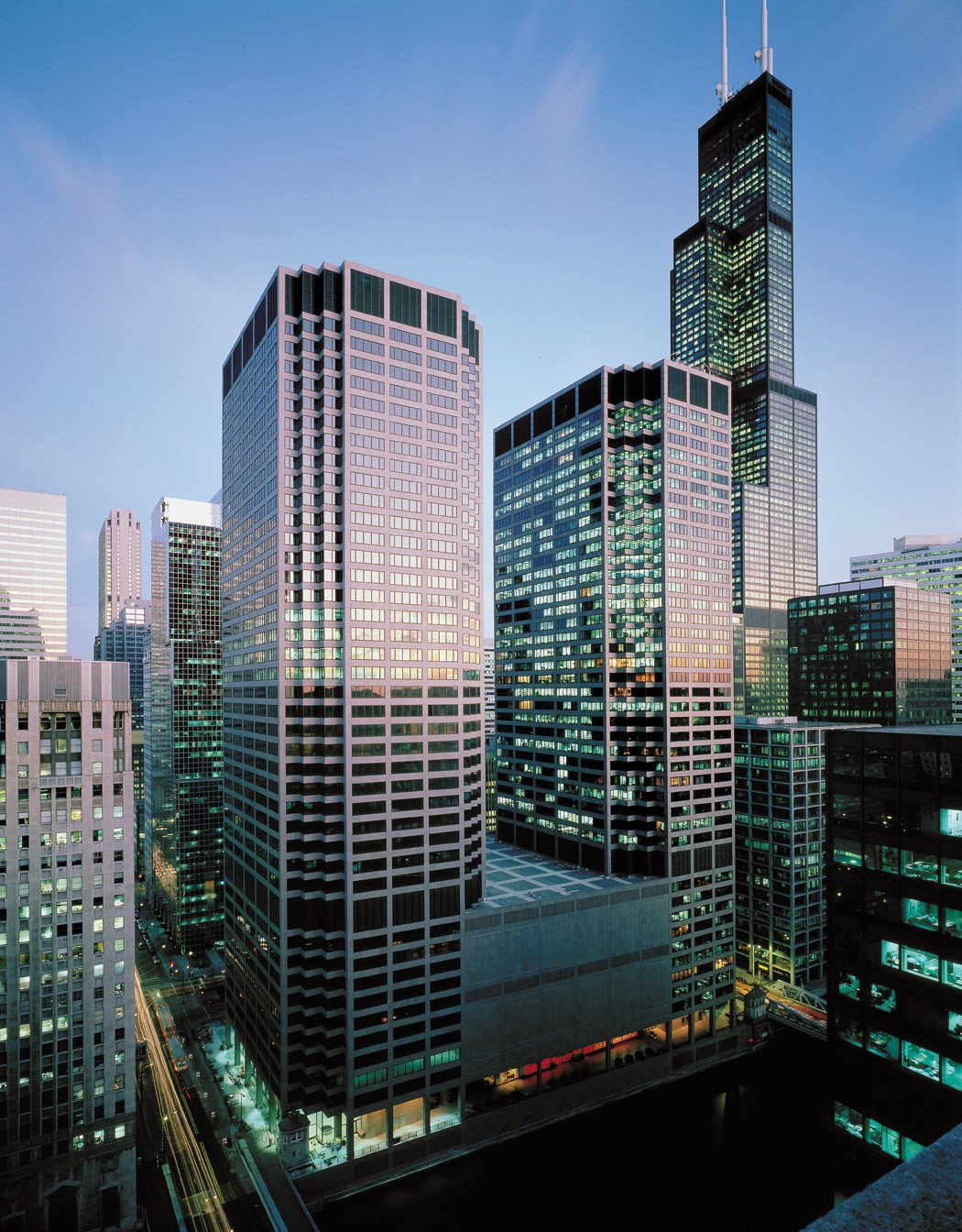
Чикагская товарная биржа

Чикаго-Луп — второй по величине финансовый центр США, после нью-йоркского Мидтауна. В городе базируются Федеральный резервный банк Чикаго, основанный в 1914 году, Федеральный ипотечный банк Чикаго, Northern Trust, Чикагская фондовая биржа (третья по величине фондовая биржа в США), CME Group (крупнейшая в США товарная биржа, которая объединяет Чикагскую товарную биржу, Чикагскую торговую палату, Нью-Йоркскую товарную биржу и Торговую палату Канзас-Сити), Чикагская биржа опционов (крупнейшая в США биржа опционов) и биржа NYSE Arca (подразделение Intercontinental Exchange).

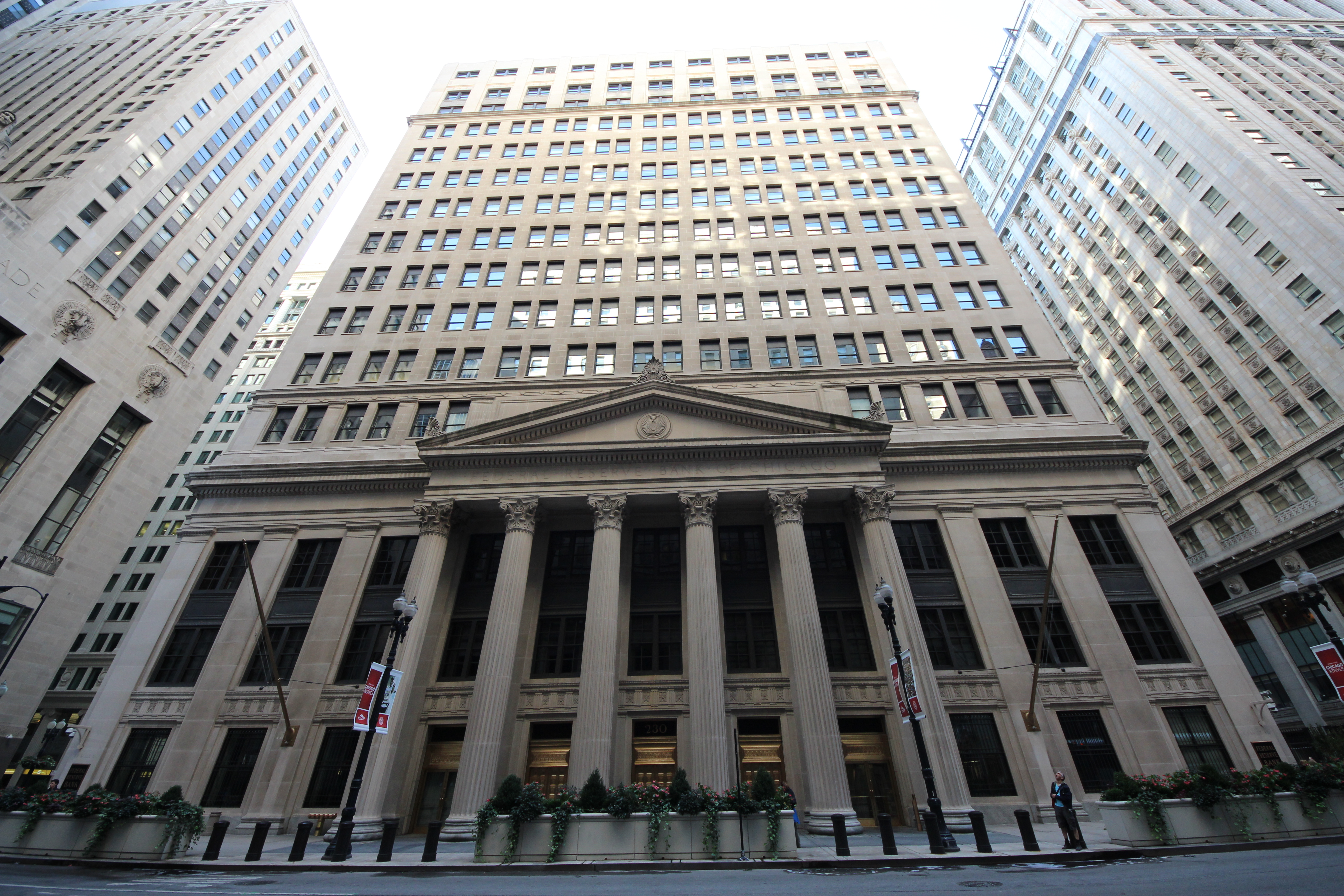
Федеральный резервный банк Чикаго

Кроме того, в Чикаго расположены региональные офисы JPMorgan Chase, Bank of America, Citigroup, Wells Fargo, U.S. Bancorp, Discover Financial Services, Capital One, Popular Bank, HSBC, UBS, ABN AMRO и Fitch Ratings. Также в Чикаго расположены штаб-квартиры средних банков BMO Harris Bank (принадлежит канадскому Bank of Montreal), CIBC Bank USA (принадлежит канадскому Canadian Imperial Bank of Commerce), First Midwest Bank и Byline Bank. В пригороде Ок-Брук базируется Inland Bank, в пригороде Мелроуз-Парк — Pan American Bank, в пригороде Роузмонт — Wintrust Financial, в пригороде Олимпия-Филдс — BankFinancial.
На страховом рынке округа Кук представлены компании Allstate (штаб-квартира расположена в Нортбруке), Arthur J. Gallagher & Co. (штаб-квартира расположена в Роллинг-Мидоус), Old Republic International (Чикаго), Blue Cross Blue Shield Association (Чикаго), Health Care Service Corporation (Чикаго), Hub International (Чикаго), CNA Financial (Чикаго, подразделение Loews Corporation), Kemper Corporation (Чикаго), Combined Insurance (Чикаго, подразделение швейцарской группы Chubb), Bankers Life (Чикаго, подразделение CNO Financial Group), State Farm Insurance, Aon, Willis Group, AXA, Zurich Insurance Group, Manulife Financial, MetLife, Prudential Financial, American International Group, UnitedHealth Group и Safeway Insurance Group.

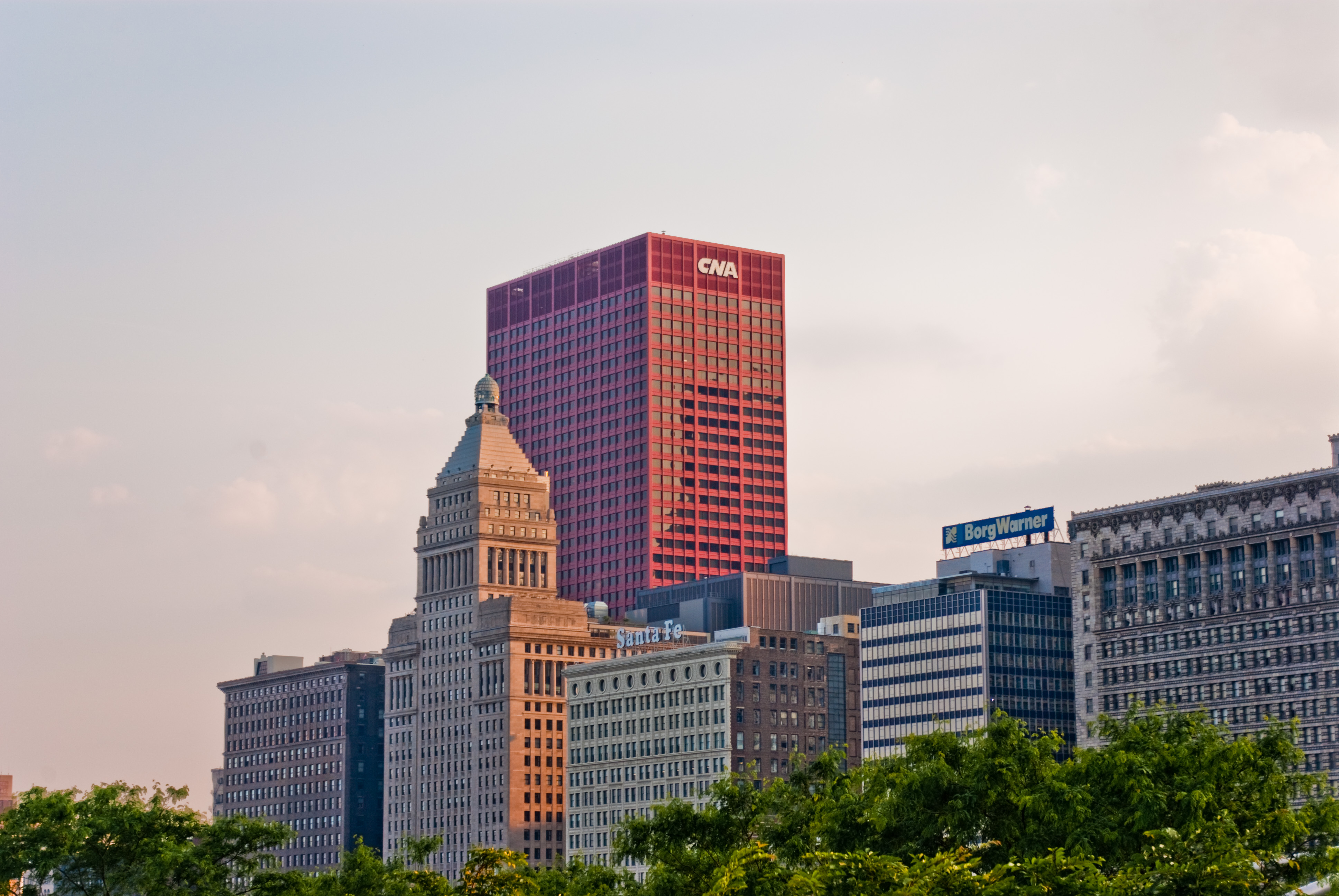
Штаб-квартира CNA Financial

В секторе финансовых услуг работают чикагские компании Alliant Credit Union (кредитный кооператив), Guaranteed Rate (ипотечное кредитование), Braintree (платёжные услуги, подразделение PayPal), Options Clearing Corporation (клиринговые услуги), OneChicago (торговля фьючерсами), William Blair & Company (инвестиции), Nuveen (управление активами, подразделение TIAA), Mesirow Financial (инвестиции), Harris Associates (инвестиции), OptionsXpress (интернет-трейдинг, подразделение Charles Schwab Corporation), Experian USA (бюро кредитных историй, подразделение ирландской группы Experian).
В Чикаго базируются крупные хедж-фонды и фонды частных капиталовложений Guggenheim Partners, Citadel LLC, GCM Grosvenor, Madison Dearborn Partners, GTCR, RCP Advisors, Willis Stein & Partners, Wind Point Partners, Chicago Growth Partners, CIVC Partners и Lake Capital, в Эванстоне — Magnetar Capital.
Крупнейшими работодателями в финансовом секторе являются JPMorgan Chase (16 тыс. человек), Allstate (7,8 тыс. человек) и Northern Trust (6,6 тыс. человек).

## Недвижимость и строительство
Чикаго является одним из наиболее значительных рынков офисной, торговой и жилой недвижимости. Крупнейшими офисными центрами являются Willis Tower, Aon Center, 875 North Michigan Avenue, Franklin Center, Two Prudential Plaza, 311 South Wacker Drive, 900 North Michigan, Chase Tower, Blue Cross Blue Shield Tower, 300 North LaSalle и Grant Thornton Tower.
Крупнейшими операторами и владельцами недвижимости в округе являются Jones Lang LaSalle Incorporated (Чикаго), Brookfield Properties Retail Group (Чикаго, подразделение канадской группы Brookfield Asset Management), Ventas (Чикаго), Equity Residential (Чикаго), Urban Retail Properties (Чикаго), Blackstone Group (Нью-Йорк), The Trump Organization (Нью-Йорк), Hines (Хьюстон), W. R. Berkley Corporation (Коннектикут), Tishman Speyer (Нью-Йорк), JMB Realty (Чикаго), Fordham Company (Чикаго), Magellan Development Group (Чикаго), Equity Global Management (Чикаго) и Colliers International (Торонто).
В Чикаго базируются крупные строительные компании James McHugh Construction и Bulley & Andrews, в пригороде Ок-Брук — Great Lakes Dredge and Dock Company.

## Информационные технологии
Чикаго является крупным центром информационных технологий (в секторе занято 66 тыс. человек). В городе и пригородах расположены ключевые центры компаний Amazon (13,2 тыс. сотрудников), Google, Microsoft, Oracle, IBM, Cisco, General Dynamics, Xerox, Cognizant, HERE Technologies, Salesforce, SAP, Yelp, Uber и DocuSign, а также базируются компании ThoughtWorks (программное обеспечение), TransUnion (третье по величине в мире бюро кредитных историй), Groupon (сервис скидок), Allscripts Healthcare Solutions (аутсорсинг в медицинской сфере), Echo Global Logistics (аутсорсинг в сфере транспорта и логистики), Morningstar (финансовая аналитика и рейтинги), Enova (финансовая аналитика), Coyote Logistics (аутсорсинг в сфере транспорта и логистики), Gogo Inc. (провайдер интернета для авиакомпаний), Grubhub (онлайн-платформа для заказа еды), Peapod (сервис доставки бакалеи), CareerBuilder (крупнейший интернет-сайт по поиску работы), Orbitz (туристический интернет-сайт, подразделение Expedia Group), Basecamp (программное обеспечение), FeedBurner (интернет-услуги, подразделение Google), Trustwave Holdings (защита данных, подразделение Singapore Telecommunications), NowSecure (защита данных), The A.V. Club (развлекательный сайт), Vivid Seats (третий по величине в США онлайн-продавец билетов), Bucketfeet (интернет-магазин обуви), Fieldglass (программное обеспечение), Hostway (услуги хостинга), InterCall (веб-конференции, подразделение West Corporation), NetherRealm Studios (видеоигры, подразделение Warner Bros. Interactive Entertainment) и SilkRoad Inc. (программное обеспечение).

## Издательский и медиа-бизнес

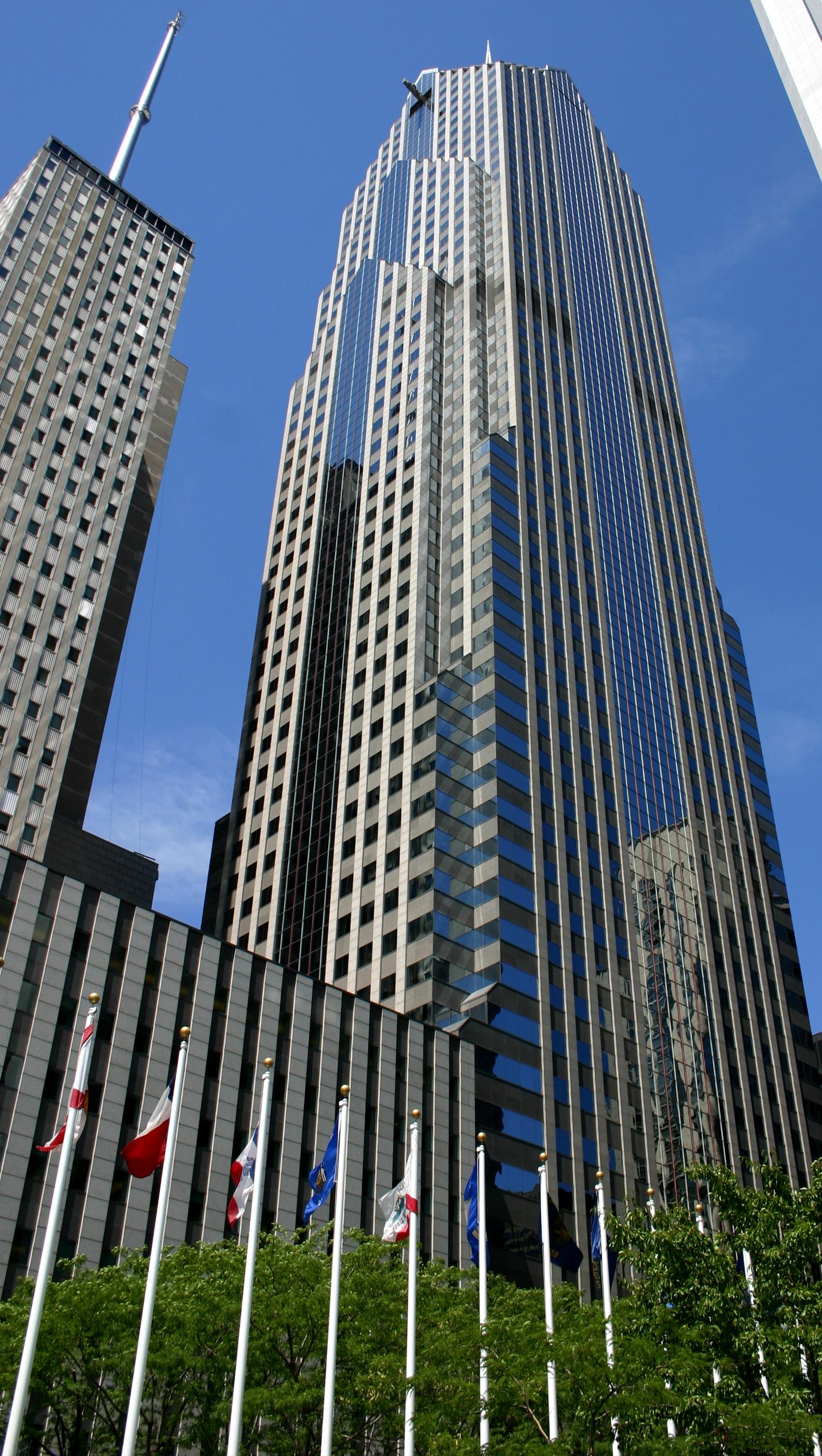
Штаб-квартира Tribune Media

Чикаго с пригородами — третий по величине рынок СМИ в Северной Америке после Нью-Йорка и Лос-Анджелеса. В Чикаго базируются телестанции WBBM-TV или CBS 2 (подразделение CBS), WLS-TV или ABC 7 Chicago (подразделение ABC), WMAQ-TV или NBC 5 Chicago (подразделение NBC), WFLD или Fox 32 Chicago (подразделение Fox), WGN-TV или WGN 9 и WGN America (подразделения Tribune Media), WTTW или WTTW 11 (подразделение PBS), WYCC (подразделение Window to the World Communications), WCIU-TV или Channel 26 и WMEU-CD или Channel 48 (подразделение Weigel Broadcasting), спортивные телеканалы Big Ten Network (подразделение 21st Century Fox) и NBC Sports Chicago (подразделение NBC), телевещательные компании Graham Media Group (подразделение Graham Holdings Company), Tribune Broadcasting (подразделение Tribune Media) и Weigel Broadcasting. В Чикаго выходили такие популярные телешоу, как Шоу Опры Уинфри, шоу Фила Донахью и шоу Стива Харви.
В Чикаго издаются ежедневные газеты Chicago Tribune (подразделение Tribune Media) и Chicago Sun-Times (подразделение Sun-Times Media Group), а также журнал Chicago и газета Daily Southtown (Tribune Media), газета Chicago Reader (Sun-Times Media Group), уличный журнал StreetWise, музыкальный журнал Chicago Innerview, сатирическая газета The Onion, газета местной чёрной общины The Chicago Defender, газета местной польской общины Dziennik Związkowy, газета местной литовской общины Draugas, газета местной ЛГБТ-общины Windy City Times. В пригороде Арлингтон-Хайтс издаётся газета Daily Herald.
В Чикаго расположены штаб-квартира компании Encyclopædia Britannica Inc., которая издаёт Британскую энциклопедию, и подразделение нью-йоркского издательства McGraw-Hill Education. В пригороде Орланд-Парк базируются издательства American Technical Publishers и 22nd Century Media, в пригороде Гленвью базируется подразделение британской издательской группы Pearson plc. Долгое время в Чикаго базировались компании Harpo Productions и Oprah Winfrey Network телеведущей Опры Уинфри, однако в 2015 году они перенесли свои штаб-квартиры в Калифорнию.